# Andy Murray
Pour les articles homonymes, voir Murray et Andrew Murray.
Sir Andrew Barron Murray, dit Andy Murray, né le 15 mai 1987 à Glasgow, est un joueur  de tennis écossais professionnel de 2005 à 2024. 
Au cours de sa carrière professionnelle, il a remporté quarante-six titres ATP en simple messieurs, dont trois titres du Grand Chelem, un Masters, deux médailles d'or olympiques et quatorze Masters 1000.
Finaliste de l'US Open en 2008, mais aussi de l'Open d'Australie en 2010, 2011, 2013, 2015 et 2016, de Wimbledon en 2012 et de Roland-Garros en 2016, Murray devient le premier joueur britannique, depuis Fred Perry en 1936, à s'imposer dans un tournoi majeur, au terme de l'US Open 2012. Il remporte également le tournoi de Wimbledon à deux reprises, en 2013 et 2016, et conquiert le Masters cette même année, devenant ainsi, le 7 novembre 2016, le vingt-sixième numéro 1 mondial à l'ATP World Tour et le premier joueur britannique au sommet de ce classement. Il achève la saison à ce rang et sera alors sacré champion du monde par l'ITF.
Associé à Laura Robson, Andy Murray remporte la médaille d'argent en double mixte aux Jeux olympiques de Londres en 2012, mais il y conquiert surtout la médaille d'or en simple, au détriment du Suisse Roger Federer. En conservant son titre lors des Jeux de Rio quatre ans plus tard, il devient ainsi l'unique joueur de l'histoire à avoir gagné à deux reprises le tournoi olympique en simple messieurs.
Fort de quatorze Masters 1000 et vainqueur de la Coupe Davis avec l'équipe de Grande-Bretagne en 2015, une première pour son pays depuis 1936, Andy Murray s'est imposé comme l'un des quatre meilleurs joueurs du monde, faisant alors partie du « Big Four » aux côtés de ses grands rivaux Roger Federer, Rafael Nadal et Novak Djokovic.
Sa fin de carrière est sévèrement freinée par des problèmes à la hanche ainsi que par plusieurs opérations. Annonçant une première fois sa retraite sportive en janvier 2019, le Britannique revient sur sa décision et étire son parcours jusqu'aux Jeux olympiques 2024 à Paris où il met un terme définitif à sa carrière.
Il est formellement élevé au rang de chevalier par le prince Charles au palais de Buckingham le 16 mai 2019. 
Du 23 novembre 2024 à mai 2025, il entraîne Novak Djokovic.

## Biographie
Andy Murray est né de parents écossais, Will et Judy Murray. Il commence le tennis à 5 ans encouragé par sa mère, elle-même entraîneuse de tennis, qui l'accompagne à presque tous ses tournois. Andy Murray a un frère, Jamie, qui deviendra également joueur de tennis professionnel, spécialiste du double messieurs et du mixte, avec lequel il s'associera parfois, notamment lors de l'Open de Valence qu'ils remporteront en 2010.
En 1996, alors âgé de 8 ans, il est scolarisé à l'école de Dunblane en Écosse au moment du massacre qui coûte la vie à seize enfants, âgés de 4 à 6 ans, ainsi qu’à leur institutrice. Cependant, Andy Murray déclare dans un premier temps ne pas s'en souvenir, évitant systématiquement de parler du drame.

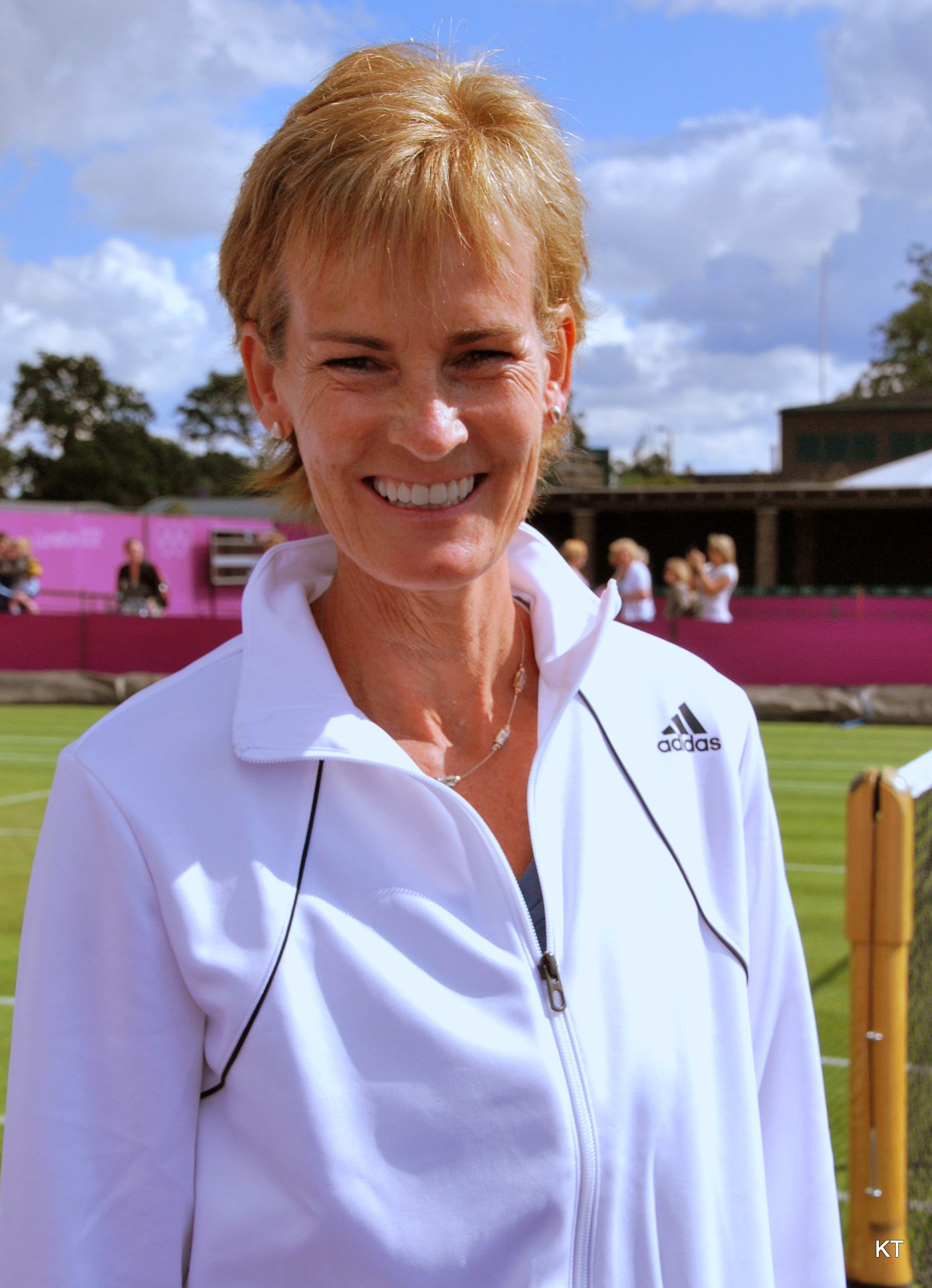
Judy Murray, la mère d'Andy Murray, en 2012 lors des Jeux olympiques de Londres.
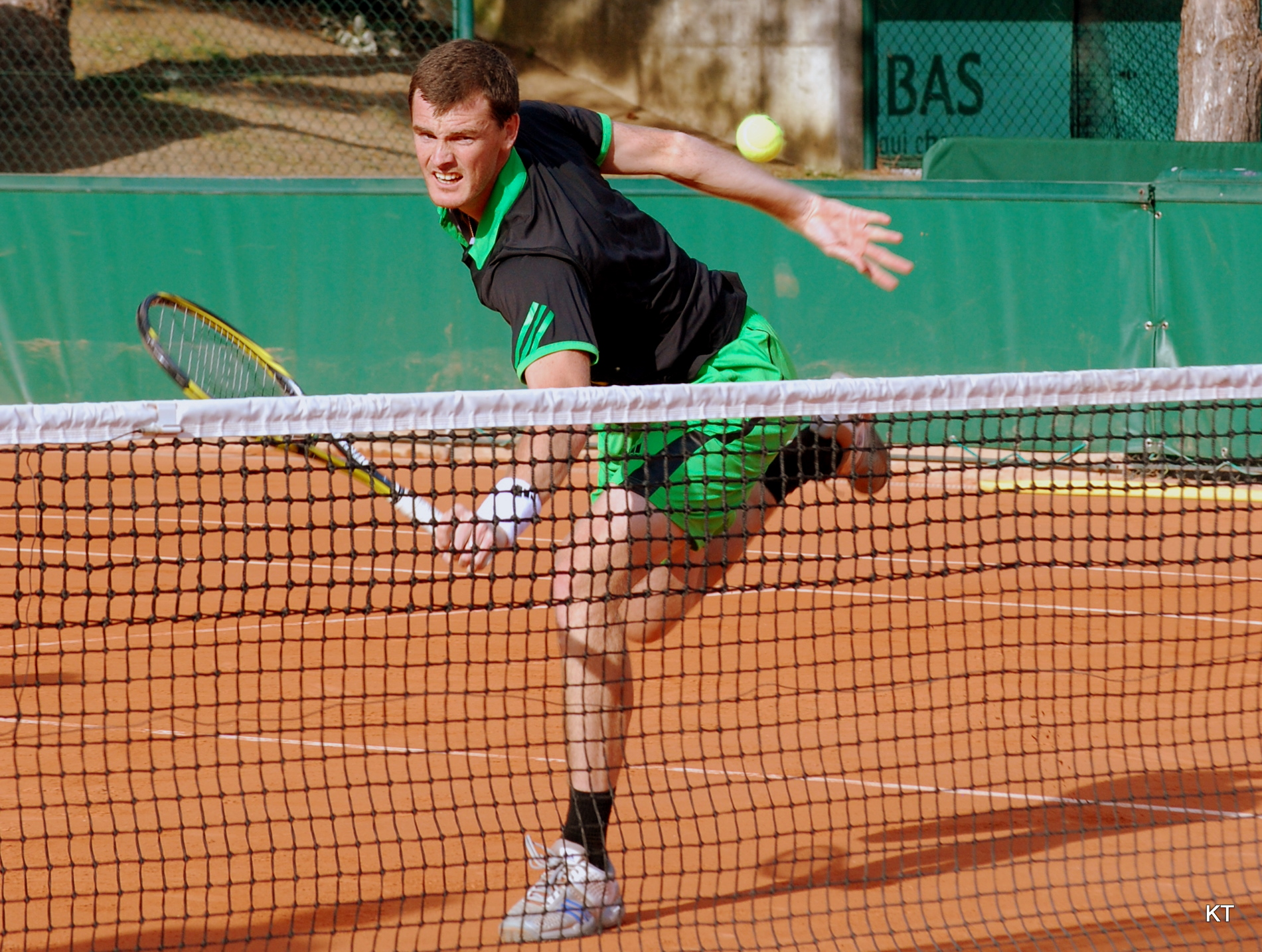
Jamie Murray, son frère, en 2011.
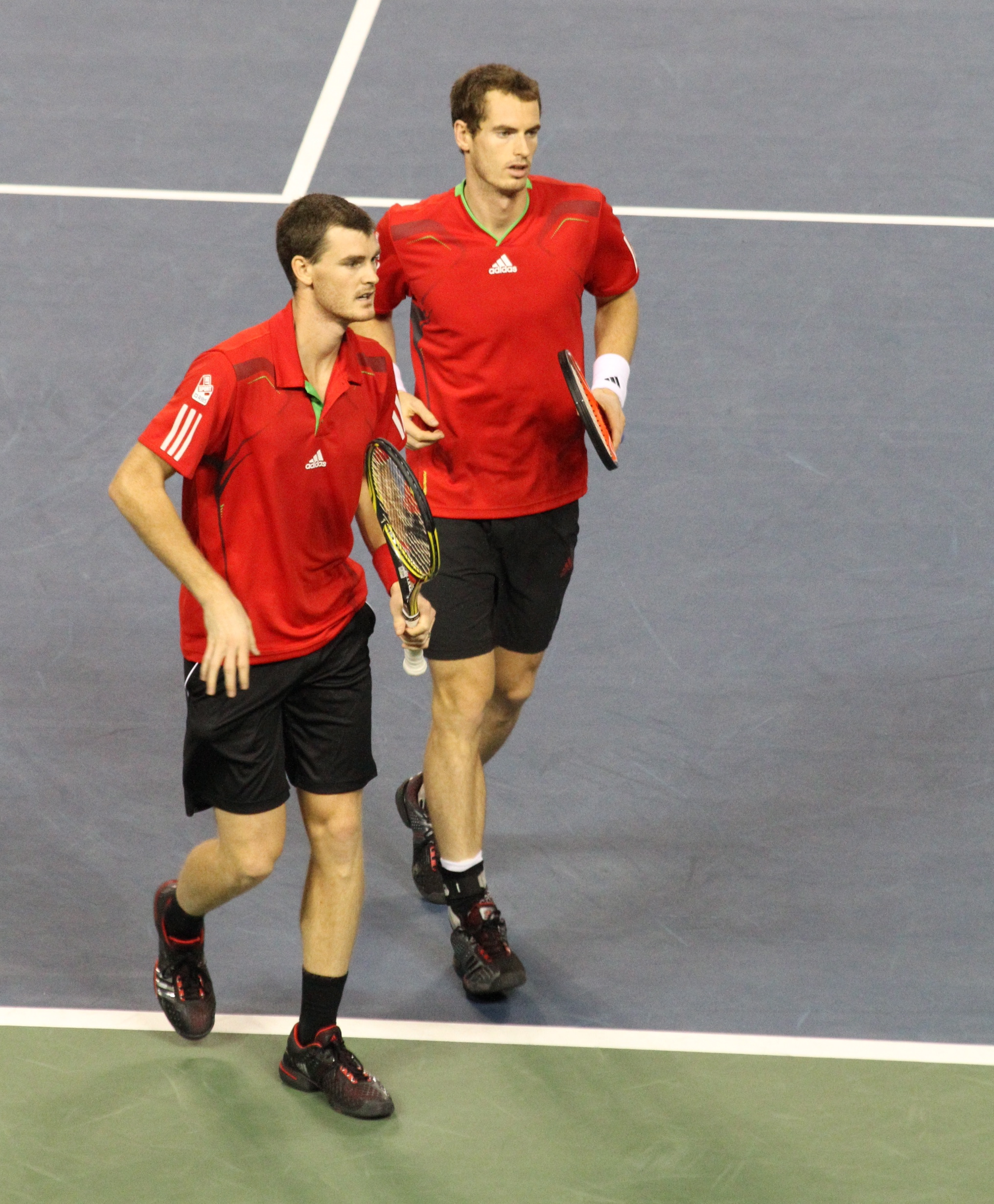
Andy et Jamie Murray, lors d'un tournoi en double en 2011.
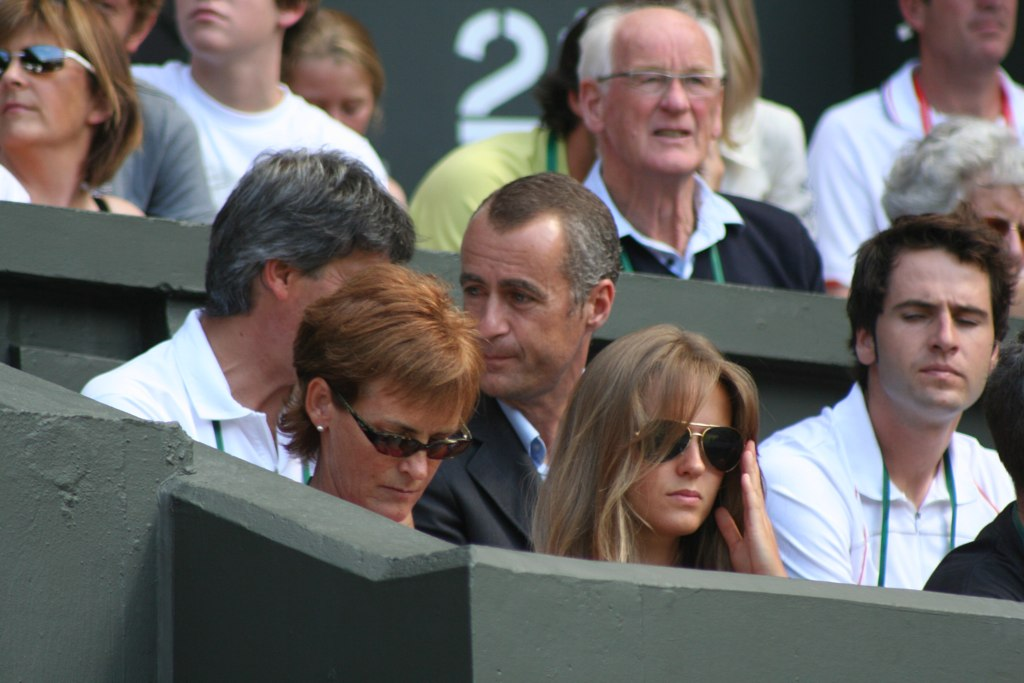
Kim Sears et Judy Murray en 2009.

Andy Murray pratique dans un premier temps le football — son grand-père Roy Erskine était un footballeur professionnel —, mais à 15 ans, il choisit le tennis et part s'installer à Barcelone pour s'entraîner à la Sánchez-Casal Academy, chose qu'il décrira plus tard comme un « grand sacrifice ».
En 2004, il remporte l'US Open junior.
En 2008, Murray publie une autobiographie, Hitting Back, où il évoque finalement la tuerie de Dunblane.
En 2011, on apprend que sa mère, Judy Murray a été nommée capitaine de l'équipe de Fed Cup britannique, classée en 3e division.
À partir de 2006, Murray vit avec Kim Sears, la fille de Nigel Sears, qui est l'ancien entraîneur de la joueuse de tennis d'Ana Ivanović, Daniela Hantuchová et d'Amanda Coetzer. Après neuf ans de vie commune, ils décident de se marier le 11 avril 2015 au Cromlix House Hotel, situé non loin de Dunblane, la ville de son enfance, au centre de l'Écosse. Leur fille voit le jour le 7 février 2016.
En 2021, Murray se retire des championnats de tennis de Dubaï, en raison de la naissance de son quatrième enfant.
En 2022, Murray refuse de participer à des matchs de démonstration en Arabie saoudite, invoquant ses inquiétudes sur la situation des droits de l'homme dans le pays du Golfe ; il renonce ainsi à la possibilité de gagner jusqu’à 1,5 million de livres.

## Carrière

### Parcours junior
Andy Murray remporte le célèbre Orange Bowl en Floride à l'âge de 12 ans. En 2001, il est finaliste du tournoi « Les Petits As » à Tarbes en France (pour les 12 à 14 ans). Novak Djokovic était éliminé aux quarts de finale la même année. En septembre 2004, à l'âge de 17 ans, il remporte le prestigieux US Open chez les juniors. Deux semaines plus tard, il est désigné membre de l'équipe de Coupe Davis contre l'Autriche mais ne joue ni en simple, ni en double. Depuis le 14 novembre 2007, date à laquelle il s'était séparé de son entraîneur, l'Américain Brad Gilbert, Murray s'entraînait seul. Néanmoins, il sera préparé pour la saison sur terre battue par l'ancien joueur de tennis espagnol Àlex Corretja. Pour sa nouvelle saison, il a pris Miles Maclagan ancien joueur britannique, comme entraîneur.

### 2005 - 2007. Entrée sur le circuit ATP et premiers titres

#### 2005. Les débuts et1refinale à Bangkok
En avril, Andy Murray devient professionnel. Il se voit attribuer une wild card pour le tournoi de terre battue de Barcelone mais doit s'incliner dès le premier tour face au vieux briscard tchèque Jan Hernych. En mai, il dispute le tournoi Challenger allemand de Dresde, où il perd au second tour.
Murray reçoit peu de temps après une seconde wild card, cette fois pour le prestigieux tournoi londonien du Queen's Club. Il atteint le troisième tour en battant Santiago Ventura et le puissant Américain Taylor Dent, avant de perdre face au Suédois Thomas Johansson en trois manches, après s'être blessé à la cheville, blessure qui le force à déclarer forfait pour le tournoi de Nottingham.
Récompensé de sa bonne performance en junior au tournoi de Roland-Garros, Andy Murray, classé 374e joueur mondial, reçoit une wild card pour le tableau final de son premier tournoi du Grand Chelem chez les pros : Wimbledon. Face au joueur suisse George Bastl, pourtant classé 150 places au-dessus de lui, il démontre qu'il ne se laisse pas impressionner par l'évènement et dispose de son adversaire en trois manches. Au second tour, contre toute attente, il élimine Radek Štěpánek, encore une fois en trois manches. Son beau parcours à Wimbledon se termine au troisième tour, où il est battu en cinq manches par David Nalbandian. Après avoir remporté les deux premières manches, le jeune joueur britannique marque le coup physiquement dans les 4e et 5e manches.
Lors de la tournée américaine, Andy Murray reçoit une invitation pour le tournoi sur gazon de Rhode Island, où il s'incline face au Français Antony Dupuis. Il remporte ensuite le tournoi challenger sur dur de Aptos, Californie, au cours duquel il ne perd aucune manche et bat Rajeev Ram en finale. Toujours dans les tournois challengers, il atteint les quarts de finale à Granby et Vancouver avant de remporter son second tournoi challenger à Binghamton.
Une nouvelle invitation lui permet d'intégrer le tableau final du tournoi Masters Series de Cincinnati, où il crée l'exploit en battant d'entrée Taylor Dent. Mais le second tour face à Marat Safin, premier match contre un joueur du top 10, lui sera fatal : le Russe bat le Britannique 6-4, 1-6, 6-1. Malgré cette défaite, il gagne assez de points pour figurer à la 122e place du classement ATP. Il se rapproche donc de son but à atteindre, à savoir entrer dans le top 100.
N'ayant pas reçu de wild card pour le dernier Grand Chelem de l'année, Andy Murray doit passer par les qualifications pour faire partie du tableau final, ce qu'il réussit. Face à son adversaire du premier tour Andrei Pavel, le match est accroché - Murray remporte la première manche, le Roumain les seconde et troisième manches, Murray la quatrième. Au début de la 5e, Murray se plaint de douleur et à la surprise générale vomit sur le court. Un délai de 21 minutes est nécessaire pour que le court soit de nouveau praticable. De retour sur le court, Murray remporte la 5e manche et accède ainsi au 2e tour. Mené deux manches à zéro par Arnaud Clément, Murray se bat et remporte les 3e et 4e manches mais encore une fois, une blessure à la jambe l'empêche de compléter son exploit : il s'incline 6-0 dans la manche décisive.
Le 29 septembre, il atteint sa première finale ATP à Bangkok et entre par la même occasion dans le top 100. Lors de son parcours, il bat notamment Robin Söderling, Robby Ginepri, et le héros local Paradorn Srichaphan en demie. En finale, il s'incline face au numéro un mondial Roger Federer. À la fin de sa semaine thaïlandaise, il est 72e.
Après l'Asie, Andy Murray se dirige en Belgique, à Mons pour y disputer la première édition du tournoi challenger de l'Ethias Trophy. Après avoir successivement battu Ivo Heuberger et Grégory Carraz, il affronte le Belge Xavier Malisse au troisième tour. Murray perd la première manche 7-5 avant de se retirer, victime d'une légère blessure.
Peu après, Murray se rend à Bâle, où le tirage au sort veut qu'il affronte son compatriote Tim Henman au premier tour. Murray s'impose après une belle bataille, remportée 6-2, 5-7, 7-64. Au tour suivant, il bat Tomáš Berdych en trois manches. Murray s'incline en quarts face au puissant Chilien Fernando González sur le score de 4-6, 6-3, 1-6.
Il termine sa première année en tant que professionnel à une encourageante 65e place.

#### 2006:1ertitreATP à San José et entrée dans le top 20
Andy Murray commence la saison à Adélaïde, où il remporte sa première victoire de l'année face au qualifié italien Paolo Lorenzi. Il quitte le tournoi au tour suivant, battu par Tomáš Berdych en trois manches. À Auckland, Murray gagne son premier tour face au Danois Kenneth Carlsen en deux manches avant d'être éliminé par le Croate Mario Ančić au deuxième tour. Puis vient l'Open d'Australie, où Murray chute d'entrée face à l'Argentin Juan Ignacio Chela en trois manches.
À San José, Murray dispose en deux petites manches de l'Américain Mardy Fish au premier tour puis s'impose ensuite face à Yeu-Tzuoo Wang. En quarts de finale, Murray vient à bout du Suédois Robin Söderling en trois manches disputées (4-6, 7-5, 6-4). En demi, il crée l'exploit en battant Andy Roddick en deux manches (7-5, 7-5), avant de s'imposer au terme d'une finale palpitante face à Lleyton Hewitt (2-6, 6-1, 7-63) et ainsi remporter son premier titre ATP.
En avril, Murray met fin à sa collaboration avec son entraîneur Mark Petchey.
Au premier tour de Roland-Garros, diminué physiquement, Murray s'incline en 5 manches face à Gaël Monfils après une lutte de 3 h 45. À Nottingham, Murray atteint les quarts, battant au passage Dmitri Toursounov et Max Mirnyi. Il s'incline cependant au tour suivant face à Andreas Seppi. Murray débute à Wimbledon en battant Nicolás Massú et Julien Benneteau. Il s'offre ensuite le double finaliste de l'épreuve en la personne d'Andy Roddick en 3 manches et atteint ainsi la deuxième semaine du tournoi pour la première fois. Son parcours s'achève au tour suivant par une défaite en 3 manches face au Chypriote Márcos Baghdatís.
Début août, Murray atteint sa deuxième finale ATP de l'année à Washington, où il est battu cette fois-ci par Arnaud Clément. Il obtient alors le meilleur classement de sa carrière (31e). À la suite de cela, Murray décide de collaborer avec un nouvel entraîneur : Brad Gilbert. Et les résultats suivent : lors du Masters Series de Toronto, il se hisse jusqu'en demi-finale, battu par Richard Gasquet, et à Cincinnati, il confirme sa bonne forme et crée la surprise en éliminant le numéro un mondial Roger Federer en deux manches (7-5, 6-4), un véritable exploit car Federer restait sur 55 matchs victorieux consécutifs aux États-Unis. Il bat à deux reprises son compatriote Tim Henman, aux Masters du Canada et de Cincinnati.
Pour sa deuxième année sur le circuit, Andy termine à la 17e place mondiale.

#### 2007: 2 titres à San José et Saint-Pétersbourg, entrée dans le top 10
Murray est tête de série no 15 à l'Open d'Australie. Au premier tour, il égale le record de la plus large victoire obtenue dans ce tournoi depuis le début de l'ère Open en battant l'Espagnol Alberto Martín 6-0, 6-0, 6-1 (6-0, 6-0, 5-0, 17 jeux de suite). Le Britannique s'incline ensuite 63-7, 6-4, 4-6, 6-3, 6-1 en huitième de finale face à la tête de série no 2 Rafael Nadal, qu'il rencontrait pour la première fois. Murray déclarera par la suite avoir joué le plus beau match de sa carrière.

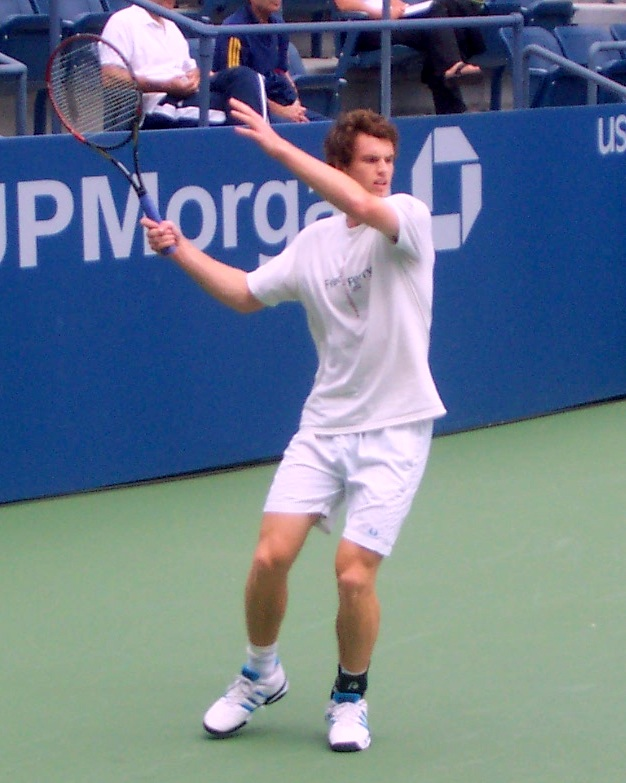
Andy Murray s'entraînant en marge de l'US Open 2007.

Il défend ensuite sa couronne à San José avec succès, en battant le Croate Ivo Karlović (63-7, 6-4, 7-62) en finale. Son frère Jamie remporte le double. Cela fait d'eux les premiers frères à remporter un même tournoi en simple et en double depuis Emilio et Javier Sánchez en 1989.
Au Masters d'Indian Wells, Murray atteint les demi-finales après avoir battu le no 4 mondial Nikolay Davydenko (7-65, 6-4), puis le no 10 Tommy Haas (3-6, 6-3, 7-68), et ce malgré une blessure à la hanche et une autre à la cheville à la suite d'une mauvaise chute. Diminué, il perd alors contre le Serbe Novak Djokovic (6-2, 6-3).
Une semaine plus tard, il est défait une nouvelle fois en demi-finale face à ce même Djokovic (6-1, 6-0) au Masters de Miami. Il souffrait en fait d'une blessure à l'entraînement datant du jour précédent.
Le 16 avril il entre dans le top 10 pour la première fois il a 19 ans 11 mois et 1 jour. Au Masters de Rome il subit sa première défaite avec ce nouveau statut dès le premier tour contre Gilles Simon et à Hambourg il doit abandonner dès le premier tour à cause d'une blessure au poignet. Ce mal l'oblige à déclarer forfait pour les Internationaux de France. Peu après, le Britannique annonce qu’il ne pourra pas non plus participer au tournoi de Queen‘s et à Wimbledon.
Murray fait son retour à Montréal, trois mois après avoir disputé son dernier tournoi. Il est alors défait dès le deuxième tour par le no 139 mondial Fabio Fognini (6-2, 6-2). Il est encore battu d'entrée au Masters de Cincinnati la semaine suivante par le Chypriote Márcos Baghdatís (6-1, 6-2). Son parcours durant l'US Open n'est guère plus brillant : il s'incline devant le Coréen Lee Hyung-taik 6-3, 6-2, 2-6, 7-5 dès le troisième tour.
Il dispute peu après la Coupe Davis au sein de l'équipe de Grande-Bretagne et gagne ses deux matchs. Après cette victoire contre la Croatie, la Grande-Bretagne intègre le Groupe mondial.
Murray commence la saison en salle par le tournoi de Metz, où il s'incline en finale face à l'Espagnol Tommy Robredo, après avoir notamment battu durant les tours précédents Jo-Wilfried Tsonga et Guillermo Cañas.
Il est ensuite défait dès le deuxième tour par Janko Tipsarević à Moscou. Au sujet des soupçons concernant Nikolay Davydenko, il déclare devant la presse britannique que « tout le monde est conscient » des problèmes de matchs truqués en tennis.
Murray subit une nouvelle défaite prématurée au Masters de Madrid, éliminé au troisième tour par Nadal (7-65, 6-4). Mais il se reprend en remportant l'Open de Saint-Pétersbourg ; il élimine successivement Dmitri Toursounov (3-6, 7-62, 6-4), Mikhail Youzhny (6-2, 5-7, 7-61) et bat en finale Fernando Verdasco (6-2, 6-3).
À Paris-Bercy, Murray est dominé en quart de finale par Richard Gasquet, (6-3, 0-6, 6-4). Cette victoire permet au Français de s'assurer une place aux Masters à ses dépens. Le Britannique finit l'année aux portes du top 10 à la onzième place mondiale.
Le 14 novembre, il rompt avec son entraîneur Brad Gilbert.

### 2008 - 2011. Intégration durable du Big 4 et accumulation de titres en Masters 1000

#### 2008. Révélation:1refinale en Grand Chelem à l'US Open et1erstitres en Masters 1000 à Cincinnati et Madrid
Il commence bien l'année 2008 puisqu'il gagne la finale du tournoi de Doha contre le Suisse Stanislas Wawrinka, mais est éliminé au premier tour de l'Open d'Australie par Jo-Wilfried Tsonga, futur finaliste de l'épreuve. Le 17 février, il remporte le tournoi de Marseille en deux manches face au Croate Mario Ančić.
À l'Open de Dubaï, Andy Murray crée la sensation en éliminant dès le premier tour le tenant du titre et numéro 1 mondial, Roger Federer, qui aurait été diminué par une mononucléose, en 3 manches : (66-7, 6-3, 6-4). Il essuiera les critiques du Suisse qui digère mal cette défaite.
En mai, il accède au troisième tour de Roland-Garros après avoir difficilement éliminé le Français Jonathan Eysseric en 5 manches et à la suite de sa victoire plus aisée contre l'Argentin José Acasuso (6-4, 6-0, 6-4). Cependant, lors du troisième tour, il s'incline (3-6, 7-63, 3-6, 5-7) contre l'Espagnol Nicolás Almagro.
Il enchaîne avec un quart de finale à Wimbledon perdu contre le futur vainqueur Rafael Nadal (3-6, 2-6, 4-6). Au tour précédent face à Richard Gasquet, il puise dans ses ressources et parvient avec l'aide d'un public entièrement acquis à sa cause à renverser la situation et à l'emporter en 5 manches au crépuscule (5-7, 3-6, 7-63, 6-2, 6-4).

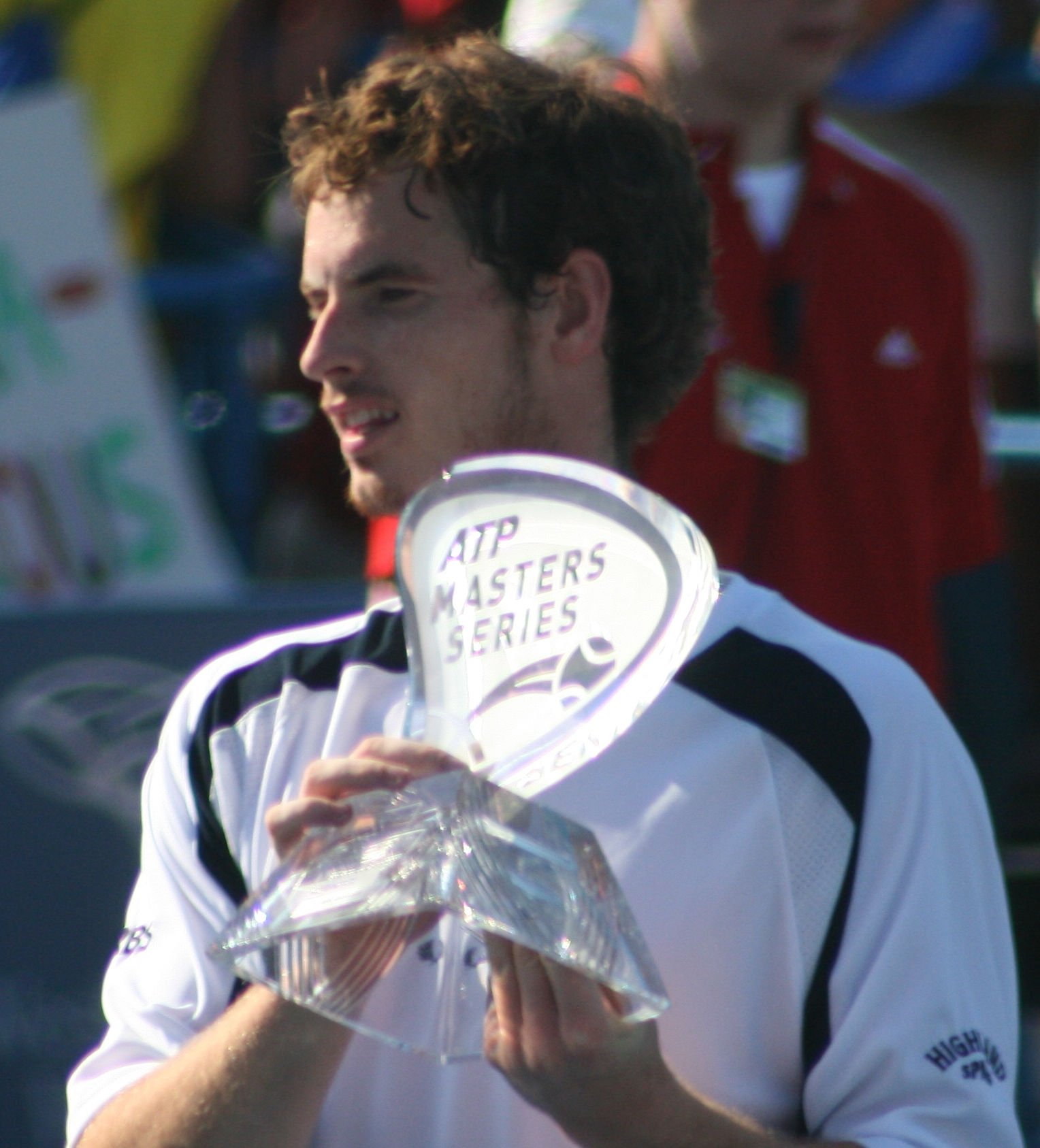
Andy Murray portant le trophée du Masters de Cincinnati.

Il poursuit sur sa lancée avec une demi-finale au Masters du Canada, encore perdu face à Nadal (62-7, 3-6) après avoir battu le no 3 Novak Djokovic en quart de finale pour la première fois en 5 confrontations (6-3, 7-63).
La semaine suivante, il remporte son premier titre majeur, le Masters de Cincinnati en battant une nouvelle fois Novak Djokovic en finale sur le score de 7-64, 7-65 dans un combat de 2 h 23.
Cette victoire lui permet d'accéder à la 6e place mondiale.
En septembre 2008, Murray est crédité d'un très beau parcours à l'US Open. Après quelques tours sans difficultés puis un troisième tour où il a encore dû puiser dans ses réserves contre l'Autrichien Jürgen Melzer pour s'imposer très difficilement 65-7, 4-6, 7-65, 6-1, 6-3, il accède à la demi-finale du tournoi, où il bat Rafael Nadal en 4 manches (6-2, 7-65, 4-6, 6-4) et en deux jours à cause des intempéries. Contraint de jouer trois jours d'affilée à cause de la pluie, il affronte Roger Federer et s'incline logiquement en 3 manches (6-2, 7-5, 6-2).
Andy Murray prend sa revanche au Masters de Madrid en battant pour la 3e fois de sa carrière Roger Federer en 5 confrontations (et la 2e fois en 2008), (3-6, 6-3, 7-5). En finale, il remporte son second Masters series de la saison en battant Gilles Simon (6-4, 7-66). C'est la première fois dans l'histoire des Masters Series qu'un joueur réalise le doublé Masters de Cincinnati - Masters de Madrid la même année.
Il s'impose la semaine suivante au tournoi de Saint-Pétersbourg en battant Andrey Golubev.
Sa série de 14 victoires consécutives s'arrête lors du Masters de Paris-Bercy, où il s'incline contre David Nalbandian.
Il se qualifie pour la Masters Cup, où le tirage au sort le place dans le groupe rouge avec Roger Federer, Andy Roddick et Gilles Simon. Battant successivement Roddick (6-4, 1-6, 6-1) puis Simon (6-4, 6-2), il se qualifie pour les demi-finales dès son deuxième match de poule. Malgré cette qualification assurée, il fournit néanmoins un tennis de haut niveau pour son 3e match contre Roger Federer, qu'il bat 4-6, 7-63, 7-5 au terme d'un match de plus de 3 heures, provoquant l'élimination du Suisse. En demi-finale, il s'incline contre le Russe Nikolay Davydenko (7-5, 6-2).
Andy Murray clôt la meilleure saison de sa carrière, marquée par 2 titres en Masters Series (doublé historique Cincinnati - Madrid), une finale de Grand Chelem (US Open) et l'accession pour la première fois à la place de no 4 mondial. Durant l'année, il a battu 3 fois le no 2 mondial Roger Federer, 2 fois le no 3 Novak Djokovic et une fois le no 1 Rafael Nadal.

#### 2009: 2 titres en Masters 1000 à Miami et Toronto, 2 titres ATP 500 et numéro 2 mondial
Au tournoi d'exhibition d'Abou Dabi, Andy Murray remporte son premier match de l'année face à James Blake (6-2, 6-2) avant de battre Roger Federer en demi-finale (4-6, 6-2, 7-66) et Rafael Nadal en finale (6-4, 5-7, 6-3). Au tournoi de Doha, il conserve son titre en éliminant successivement Albert Montañés, Philipp Petzschner, Serhiy Stakhovsky, le no 2 mondial, Roger Federer (66-7, 6-2, 6-2) et, en finale, le no 8 mondial, Andy Roddick (6-4, 6-2).
Andy Murray participe ensuite à l'Open d'Australie où il est considéré par beaucoup comme le favori du tournoi. Il profite de l'abandon d'Andrei Pavel au premier tour. Andy bat ensuite Marcel Granollers en 3 manches et Jürgen Melzer en 4, avant de s'incliner en 5 manches contre Fernando Verdasco, l'homme en forme du début de saison. En février, il remporte ensuite le tournoi de Rotterdam en battant en finale Rafael Nadal (6-3, 4-6, 6-0). Il participe ensuite au tournoi de Dubai mais il abandonne en quart de finale. Andy Murray se hisse en finale du Masters d'Indian Wells en battant en demi-finale le no 2 mondial Roger Federer (6-3, 4-6, 6-1), ce qui constitue son 4e succès consécutif face au Suisse. Il s'incline toutefois en finale face à Rafael Nadal (6-1, 6-2). Quinze jours plus tard, il remporte le Masters de Miami pour la première fois de sa carrière, face à Novak Djokovic (6-2, 7-5). Il réussit un bon parcours au Masters de Monte-Carlo sur terre battue en atteignant la demi-finale où il perd face au no 1 mondial Rafael Nadal (6-2, 7-64). Au Masters de Rome, il se fait sortir au deuxième tour par l'argentin Juan Mónaco sur le score de (6-1, 3-6, 5-7). Il prendra cependant la place de no 3 mondial à Novak Djokovic grâce à la défaite de celui-ci en finale du tournoi.
Il confirme ses progrès sur terre battue en atteignant pour la première fois les quarts de finale à Roland-Garros, mais se fait sortir par le Chilien Gonzalez.
Dans la foulée de cette bonne forme, il remporte le tournoi sur gazon du Queens en ne perdant pas un set, et devient ainsi le 1er Britannique depuis Bunny Austin en 1938 à remporter ce tournoi.

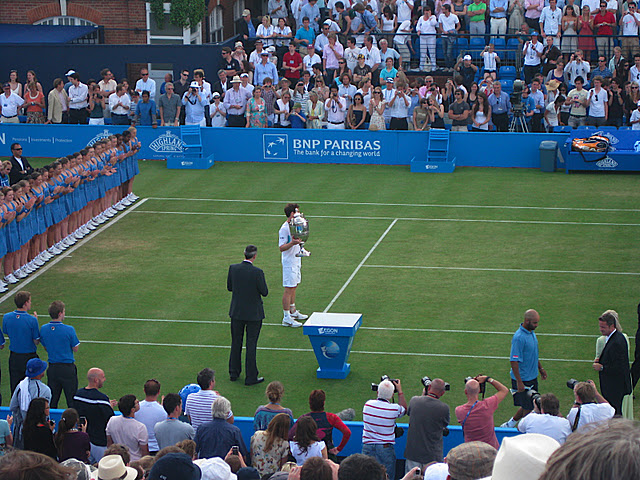
Andy Murray lors de la remise du trophée au Queen's en 2009.

Au tournoi de Wimbledon, Andy Murray élimine successivement l'Américain Robert Kendrick (7-5, 63-7, 6-3, 6-4), le Letton Ernests Gulbis (6-2, 7-5, 6-3), le Serbe Viktor Troicki (6-2, 6-3, 6-4), puis le Suisse Stanislas Wawrinka (2-6, 6-3, 6-3, 5-7, 6-3) en huitième de finale, au terme d'un match de près de quatre heures. Au tour suivant, il s'impose face à l'ancien numéro 1 mondial, l'Espagnol Juan Carlos Ferrero (7-5, 6-3, 6-2), et se qualifie ainsi pour le dernier carré du tournoi londonien pour la première fois de sa carrière. Cependant, en demi-finale, devant le public britannique, il s'incline (6-4, 4-6, 7-67, 7-65) face à l'Américain Andy Roddick, qui, pour sa part, jouera sa troisième finale de Wimbledon face à Roger Federer.
Murray renoue avec la compétition au Masters du Canada. Tête de série no 3, il reçoit un bye au premier tour. Il s'impose au deuxième tour face au Français Jérémy Chardy en deux sets (6-4, 6-2). Il élimine ensuite l'Espagnol Juan Carlos Ferrero (6-1, 6-3). Puis il se qualifie pour les demi-finales en disposant du Russe Nikolay Davydenko (6-2, 6-4). Sa victoire face à Jo-Wilfried Tsonga permet au Britannique de faire coup double : non seulement cette dernière assure sa qualification pour la finale du tournoi canadien, mais elle permet également à Andy Murray de ravir la place de no 2 mondial à Rafael Nadal, lors de la publication du nouveau classement ATP du 17 août 2009. Il bat Juan Martín del Potro en finale (64-7, 7-63, 6-1), et empoche le quatrième Masters 1000 de sa carrière, le deuxième de l'année.
Le nouveau no 2 mondial enchaîne avec le Masters de Cincinnati 2009, en tant que tête de série no 3 (les têtes de série étant fixées à l'avance). Bénéficiant d'un bye au premier tour, il élimine par la suite Nicolás Almagro puis Radek Štěpánek, chaque fois en deux sets. Mené 6-4, 2-0, le joueur britannique parvient en quarts de finale à renverser la situation face au Français Julien Benneteau (4-6, 6-3, 6-1). En demi-finale, pour sa neuvième confrontation face à Roger Federer, Murray s'incline pour la troisième fois de sa carrière face au joueur suisse, sur le score de (6-2, 7-68).
Il participe ensuite à l'US Open. Il élimine successivement Ernests Gulbis (7-5, 6-3, 7-5), Paul Capdeville (6-2, 3-6, 6-0, 6-2) et Taylor Dent (6-3, 6-2, 6-2). En huitièmes de finale, il perd face à Marin Čilić sur le score de 7-5, 6-2, 6-2, ce qui, combiné à la qualification de Rafael Nadal pour les quarts puis les demies, précipitera la perte de sa place de no 2 mondial, quelques semaines seulement après son accession. Un mois plus tard, souffrant d'une blessure récurrente au poignet depuis sa défaite à l'US Open, il déclare forfait pour la tournée asiatique, donc pour les Masters de Shanghai dont il est indirectement tenant du titre (les Masters de Madrid se déroulant sur terre battue en mai, les Masters de Shanghai les ont remplacés dans le calendrier). Il perd sa place de no 3 mondial acquise après les Masters de Rome au profit du Serbe Novak Djokovic début octobre puis, un mois plus tard, remporte l'Open de Valence et devient le joueur à avoir remporté le plus de titres en 2009, avec 6 titres.
Il termine l'année à la 4e place pour la deuxième année consécutive.

#### 2010:2efinaleen Grand Chelem à Melbourne, 2 titres en Masters 1000 à Toronto et Shanghai
Andy Murray démarre 2010 en disputant la Hopman Cup aux côtés de Laura Robson. Les deux Britanniques parviennent à se qualifier pour la finale, mais s'inclinent face à la paire espagnole composée de María José Martínez Sánchez et de Tommy Robredo.
Tête de série no 5 à l'Open d'Australie, Murray élimine successivement Kevin Anderson, Marc Gicquel et Florent Serra lors des trois premiers tours. En huitièmes de finale, il bat l'Américain John Isner, sauvant au passage une balle de set lors de la première manche, et se qualifie pour les quarts de finale du Grand Chelem australien pour la première fois de sa carrière. Il décroche ensuite sa place dans le dernier carré du tournoi en s'imposant face au tenant du titre, Rafael Nadal, contraint à l'abandon dans le troisième set pour cause de blessure, alors que Murray menait (6-3, 7-62, 3-0). En demi-finale, Murray se défait du Croate Marin Čilić (3-6, 6-4, 6-4, 6-2), et se qualifie ainsi pour la deuxième finale de Grand Chelem de sa carrière. Il devient de ce fait le seul joueur britannique de l'ère Open à avoir disputé plus d'une finale de Grand Chelem. Il échoue cependant en finale face à Roger Federer au terme d'un match en trois sets conclu sur un tie-break d'une rare intensité (3-6, 4-6, 611-7). À la suite de l'Open d'Australie, Murray devient no 3 mondial, derrière Roger Federer et Novak Djokovic, juste devant Rafael Nadal.
Ne défendant pas son titre à Rotterdam, il retombe à la quatrième place mondiale. À Dubaï, il s'impose face à Igor Kunitsyn (6-2, 6-3), remportant notamment le deuxième jeu du match en 24 minutes et demie, ce qui constitue un record sur le circuit ATP depuis le début de l'ère Open
Ce record est battu le 30 octobre 2012, lors du premier tour du Masters 1000 de Paris Bercy, entre Paul-Henry Mathieu et Roberto Bautista-Agut, remporté par Roberto Bautista-Agut en un peu plus de 27 minutes. Au deuxième tour, Murray se fait surprendre par le Serbe Janko Tipsarević (7-63, 4-6, 6-4).
Tête de série no 3 en Floride, l'Écossais, tenant du titre, partait favori à Miami, surtout après l'élimination prématurée de Novak Djokovic et la méforme de Rafael Nadal. Pourtant, à la suite d'un match de piètre qualité de sa part, il se fait surprendre dès son entrée en lice au 2e tour par le 101e mondial, l'Américain Mardy Fish en deux sets (6-4, 6-4). Il perdra à la fin du tournoi Floridien sa place de no 3 mondial, « empruntée » à Rafael Nadal après Indian Wells.

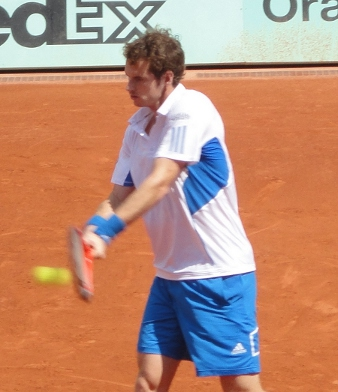
Andy Murray à Roland-Garros en 2010.

Le début de la saison sur terre ne sera qu'un enchaînement de déceptions pour l'Écossais. Tête de série no 3 à Monte-Carlo, il se fait surprendre dès son entrée en lice par l'Allemand Philipp Kohlschreiber qui le corrige littéralement (6-2, 6-1). Redescendu à la cinquième place mondiale, il se présente timidement aux Masters de Rome, où il se qualifie assez aisément pour les huitièmes de finale (avec une seule victoire, Murray étant exempt de premier tour). Cependant, il s'incline à nouveau prématurément face au futur finaliste David Ferrer (6-3, 6-4). S'il affirme que son jeu est en place, ses résultats n'en demeurent pas moins inquiétants, Murray n'ayant dépassé que deux fois les huitièmes de finale en 2010, deux fois sur dur (Melbourne, Indian Wells).
Toujours sans titre au début de la saison estivale, Murray se présente à Roland-Garros en manque de confiance en tant que tête de série no 4, et s'incline en huitièmes de finale Porte d'Auteuil face au Tchèque Tomáš Berdych, futur demi-finaliste de l'épreuve.
Conscient de porter les espoirs de tout un peuple, c'est à Wimbledon un mois plus tard qu'il cherchera à redorer son blason, et inscrire un premier titre en Grand Chelem au palmarès britannique depuis le début de l'ère Open. Il se qualifie plutôt aisément pour les demi-finales, ne perdant qu'un set en route en quarts face au Français Jo-Wilfried Tsonga, et rencontre le nouveau no 1 mondial, Rafael Nadal. Au terme d'un match pourtant de qualité, il s'incline pour sa deuxième demi-finale consécutive à Londres, et permet à Nadal d'accéder à sa quatrième finale consécutive à Wimbledon, qu'il a d'ailleurs remporté (Finaliste en 2006 et 2007, vainqueur en 2008, forfait en 2009) (6-4, 7-66, 6-4).
Lors de la tournée sur dur précédant l'US Open, Andy Murray obtient encore de très bons résultats.A Toronto, Murray bat coup sur coup le numéro 1 mondial Rafael Nadal en demis puis Roger Federer en finale. Il remporte ainsi son 5e Masters 1000 et met fin à une série de trois défaites de rang contre Federer(Cincinnati et en poule des Masters 2009, finale Open d'Australie 2010). Grâce à sa victoire, Andy Murray devient le 5e joueur à battre Roger Federer et Rafael Nadal dans un même tournoi. Le dernier à avoir accompli cette performance était Nikolay Davydenko, au mois de janvier à Doha, Juan Martín del Potro, Novak Djokovic et David Nalbandian sont les autres joueurs ayant signé cette performance.
Une liste de noms où il ne manquait plus que Murray, présent dans le Top 5 mondial depuis deux ans. Lui l'a réalisé sans perdre le moindre set.
Il enchaine ensuite à Cincinnati où il bute toutefois en quarts de finale sur l'américain Mardy Fish, finaliste surprise de ce tournoi cette année
C'est donc avec beaucoup d'espoir qu'Andy aborde l'US Open, après sa finale au précédent Grand Chelem et ses statistiques sur dur. L'Écossais se démêle assez rapidement de son premier tour face à son adversaire slovaque Lukáš Lacko en 3 sets (6-3, 6-2, 6-2). Il affronte au second tour le Jamaïcain Dustin Brown, qui tient la cadence lors du premier set, mais cède finalement 7-5, 6-3, 6-0. Au 3etour, le Suisse Stanislas Wawrinka fait cependant chuter Andy en 4 sets : 63-7, 7-64, 6-3, 6-3. Les Suisses sont décidément la bête noire de l'Écossais, qui manque une nouvelle occasion d'accrocher un premier tournoi du Grand Chelem à son palmarès.
Lors de la tournée asiatique, il réalise un bon parcours au Masters de Shanghai en atteignant la finale et battant une nouvelle fois Roger Federer aisément (6-3, 6-2). Il s'agit de son 6e Masters 1000. Grâce à cette victoire, il se qualifie pour le Masters où il atteint les demi-finales et perd dans un match très serré contre Rafael Nadal (7-65, 3-6, 7-66).
Il termine une nouvelle fois 4e mondial.

#### 2011:3efinaleen Grand Chelem à Melbourne, demi-finale dans les trois autres tournois du Grand Chelem, deux titres en Masters 1000 à Cincinnati et Shanghai
À l'Open d'Australie, le Britannique atteint la finale après avoir écarté successivement Karol Beck, Illya Marchenko, puis Guillermo García-López, Jürgen Melzer, Alexandr Dolgopolov et enfin David Ferrer. Cependant, il échoue en trois sets face à Novak Djokovic, au pied d'un premier titre majeur qu'il recherche depuis longtemps. Peu après, il perd au premier tour du tournoi de Rotterdam face à Márcos Baghdatís, souffrant d'une apparente panne de première balle, mais se remet rapidement en selle en double cette fois-ci avec son frère aîné où ils atteignent les demi-finales. Andy déclare ensuite forfait pour l'Open de Dubaï en raison d'une douleur au poignet.
Au Masters 1000 d'Indian Wells, il se fait sortir dès son entrée en lice par l'Américain Donald Young, classé 143e à l'ATP. Lors du Masters 1000 de Miami, Andy est à nouveau éliminé lors de son premier match par Alex Bogomolov, joueur issu des qualifications (6-1, 7-5).
Il annonce quelques heures après cette défaite la fin de sa collaboration avec Àlex Corretja, son entraîneur et conseiller depuis avril 2008. Aux Masters de Monte-Carlo, il s'incline (4-6, 6-2, 1-6) après trois heures de jeu et une blessure au coude face à Rafael Nadal. Affecté par cette blessure durant les Masters de Madrid, il est éliminé par Thomaz Bellucci.
Il se qualifie ensuite pour les demi-finales du Masters de Rome en battant Florian Mayer (1-6, 6-1, 6-1). Il y affronte Novak Djokovic mais s'incline au terme d'un match exceptionnel où il sert à 5-4 pour le match 1-6, 6-3, 62-7. Ce match sera élu en fin d'année comme le plus beau match en deux sets gagnants du circuit ATP de l'année 2011
À Roland-Garros, Andy Murray, lors de son match du troisième tour face à l'Allemand Michael Berrer, se tord la cheville droite. Malgré cela, il remporte le match en trois sets (6-2, 6-3, 6,2). Ce « petit » incident n'a pas eu d'effet négatif sur son jeu pour son dur match contre Viktor Troicki, remporté en cinq sets (4-6, 4-6, 6-3, 6-2, 7-5) et laissant ainsi Andy Murray se qualifier pour les quarts de finale face à Juan Ignacio Chela. En quarts de finale, l'Écossais remporte son match en trois sets (7-62, 7-5, 6-2) contre l'Argentin, avant de sa faire éliminer par Rafael Nadal en demi-finales (6-4, 7-5, 6-4).
Au Queen's, il remporte la finale pour la seconde fois après 2009 face à Jo-Wilfried Tsonga en trois sets (3-6, 7-62, 6-4). Durant ce match, il réussit quelques coups impressionnants (notamment deux coups entre les jambes) confirmant son bon état de forme physique et moral et son aisance sur gazon. En demi-finale contre Andy Roddick, pour de nombreux experts sportifs, Andy, sur un nuage, a réalisé une de ses plus belles performances ce qui est de bon augure pour lui et pour un public qui attend que son champion britannique remporte enfin un titre sur ses terres, à Wimbledon. Les experts sportifs saluent d'ailleurs entre autres son changement d'état d'esprit.

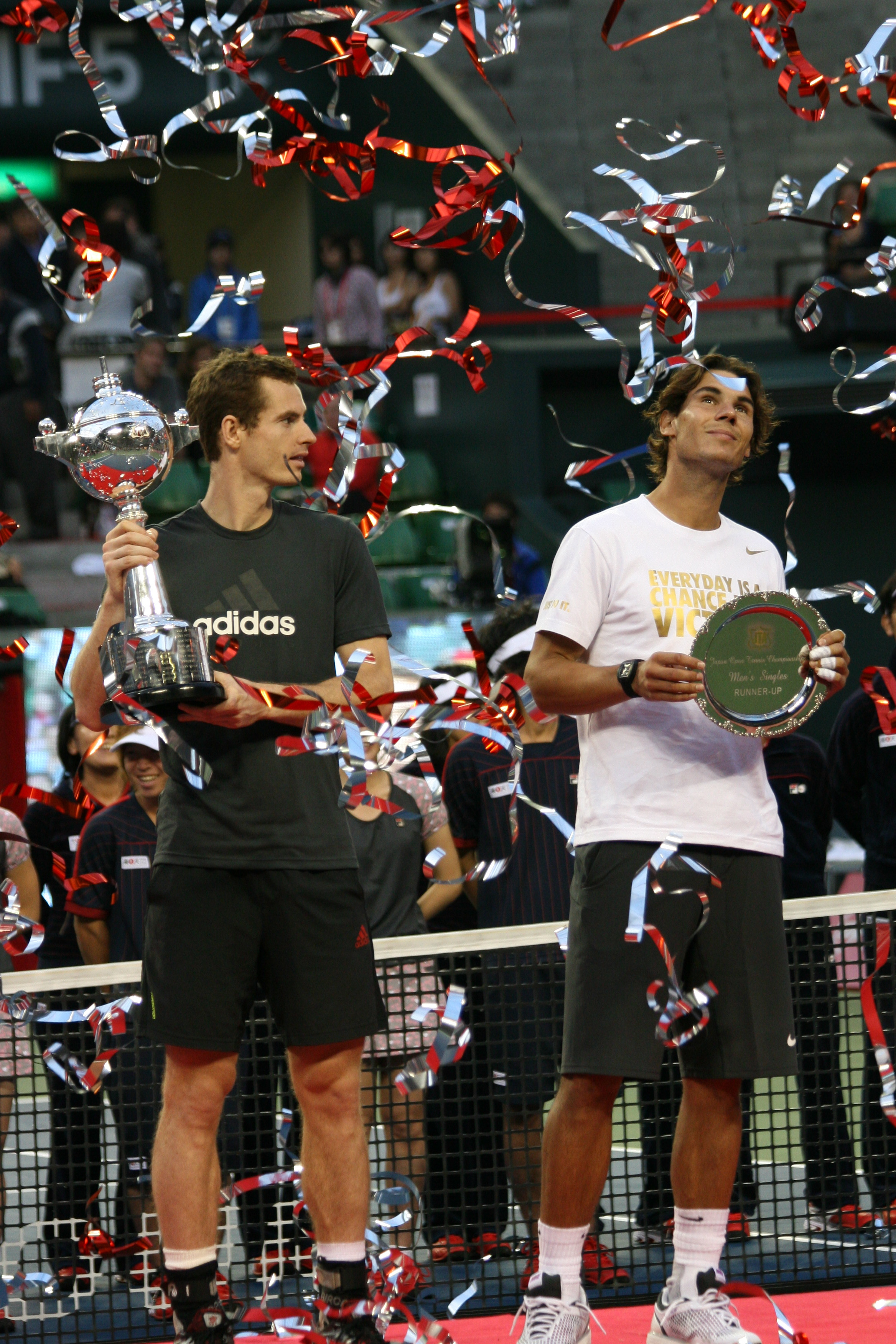
Andy Murray lors de la remise du trophée à Tokyo en 2011.

Andy commence mal son premier match à Wimbledon laissant à la surprise générale filer le premier set au profit de son solide adversaire Daniel Gimeno-Traver qui joue un tennis de haute voltige lors du premier set, un adversaire qu'il avait pourtant balayé lors de leur dernière rencontre. Mais le Britannique se reprend, et plus que ça même pour dérouler ensuite en gagnant 15 jeux consécutifs et en finissant ce match en 4 sets (4-6, 6-3, 6-0, 6-0) et un peu plus de deux heures sous le toit du Central. Andy qui commence à prendre l'habitude de mal commencer ses matchs rectifie le tir contre son adversaire suivant en balayant un modeste Tobias Kamke (6-3, 6-3, 7-5). Il élimine au tour suivant le Croate Ivan Ljubičić en 4 sets (6-4, 4-6, 6-1, 7-64). Il se retrouve alors en 1/8 de finale contre Richard Gasquet, contre qui il va s'imposer sans grande difficulté (7-63 6-3, 6-2). Il va continuer sa route en battant Feliciano López avec le soutien du Centre Court, (6-3, 6-4, 6-4). En demi-finale, il retrouve Rafael Nadal contre qui il s'incline (5-7, 6-2, 6-2, 6-4). Dans le groupe 2 zone Europe/Afrique de la Coupe Davis (3e division), Andy Murray sous les couleurs du Royaume-Uni s'offre l'opportunité de jouer un match officiel dans son pays en Écosse à Glasgow ; il y rencontre la modeste équipe du Luxembourg emmenée par Gilles Müller et réalise à cette occasion l'un des rares (6-0, 6-0, 6-0) de l'ère Open (1968) contre l'inconnu Laurent Bram.
Andy Murray démarre la tournée nord-américaine au Masters du Canada. Mais il se fait surprendre dès son entrée en lice par le Sud-Africain Kevin Anderson, qui le bat en 2 sets : 6-3, 6-1.

À Cincinnati, Andy gagne son premier Masters 1000 de la saison, en s'imposant en finale face à Novak Djokovic sur abandon alors qu'il menait (6-4, 3-0), il s'agit par ailleurs de son 7e Masters 1000.
Lors de la tournée asiatique, Andy remporte l'Open de Thaïlande face à l'Américain Donald Young (6-2, 6-0) et signe un nouveau succès à l'Open du Japon contre Rafael Nadal (3-6, 6-2, 6-0). C'est son vingtième titre en simple. En plus de remporter le tournoi en simple, il réalise l'exploit en double avec son frère Jamie en battant František Čermák et Filip Polášek (6-1, 6-4). C'est la première fois de l'année qu'Andy réussit à battre Nadal, après ses revers consécutifs dans les 3 dernières demi-finales de Grand Chelem qu'il a disputé face à l'Espagnol.
Il remporte le Masters 1000 de Shanghai pour la deuxième fois consécutive, en battant en finale l'Espagnol David Ferrer (7-5, 6-4). Ces 3 titres glanés lors de la tournée asiatique par Murray lui permettent de se hisser temporairement à la 3e place au détriment de Roger Federer. Il devient donc le premier joueur à sortir le Suisse du top 3 depuis 2003. En remportant le titre à Shanghai, le natif de Dunblane s'adjuge son 5e et ultime titre de la saison 2011. Toutefois, du fait de la très bonne fin de saison de Roger Federer (titré à Bâle, Paris et Londres) et d'une tournée en salle médiocre de Murray (forfait à Bâle, défaite en quarts de finale à Paris-Bercy contre Tomáš Berdych puis forfait après le premier match des Masters de Londres perdu contre David Ferrer), l'Écossais est rétrogradé en 4e position à la fin de la saison 2011.

### 2012 - 2016. Marche vers le sommet et victoires dans les tournois majeurs

#### 2012:1ertitre olympique et1revictoire en Grand Chelem à l'US Open, finaliste à Wimbledon etno3 mondial en fin de saison
Andy Murray commence l'année 2012 par l'annonce de sa collaboration avec un nouvel entraîneur, l'ancien no 1 mondial Ivan Lendl. Le 8 janvier, il remporte son 22e titre en simple à Brisbane.
À l'Open d'Australie, il passe sans encombre les trois premiers tours en éliminant successivement Ryan Harrison (4-6, 6-4, 6-3, 6-2), Édouard Roger-Vasselin (6-1, 6-4, 6-4) puis Michaël Llodra (6-4, 6-2, 6-0) sur un match particulièrement beau et engagé. Il bénéficie de l'abandon du Kazakh Kukushkin (6-1, 6-1, 1-0 ab.) avant de sortir aisément un Kei Nishikori usé par un match en 5 sets contre Jo-Wilfried Tsonga. Il perd en demi-finale face à Novak Djokovic en cinq sets, 6-3, 3-6, 64-7, 6-1, 7-5 malgré un break à 5-4 dans le dernier set, et au terme d'un match particulièrement accroché et long.
Avant la saison sur terre il atteint 2 finales à Dubaï et au Masters de Miami où il perd respectivement contre Federer et Djokovic mais a remporté des victoires sur Tomáš Berdych et Rafael Nadal.

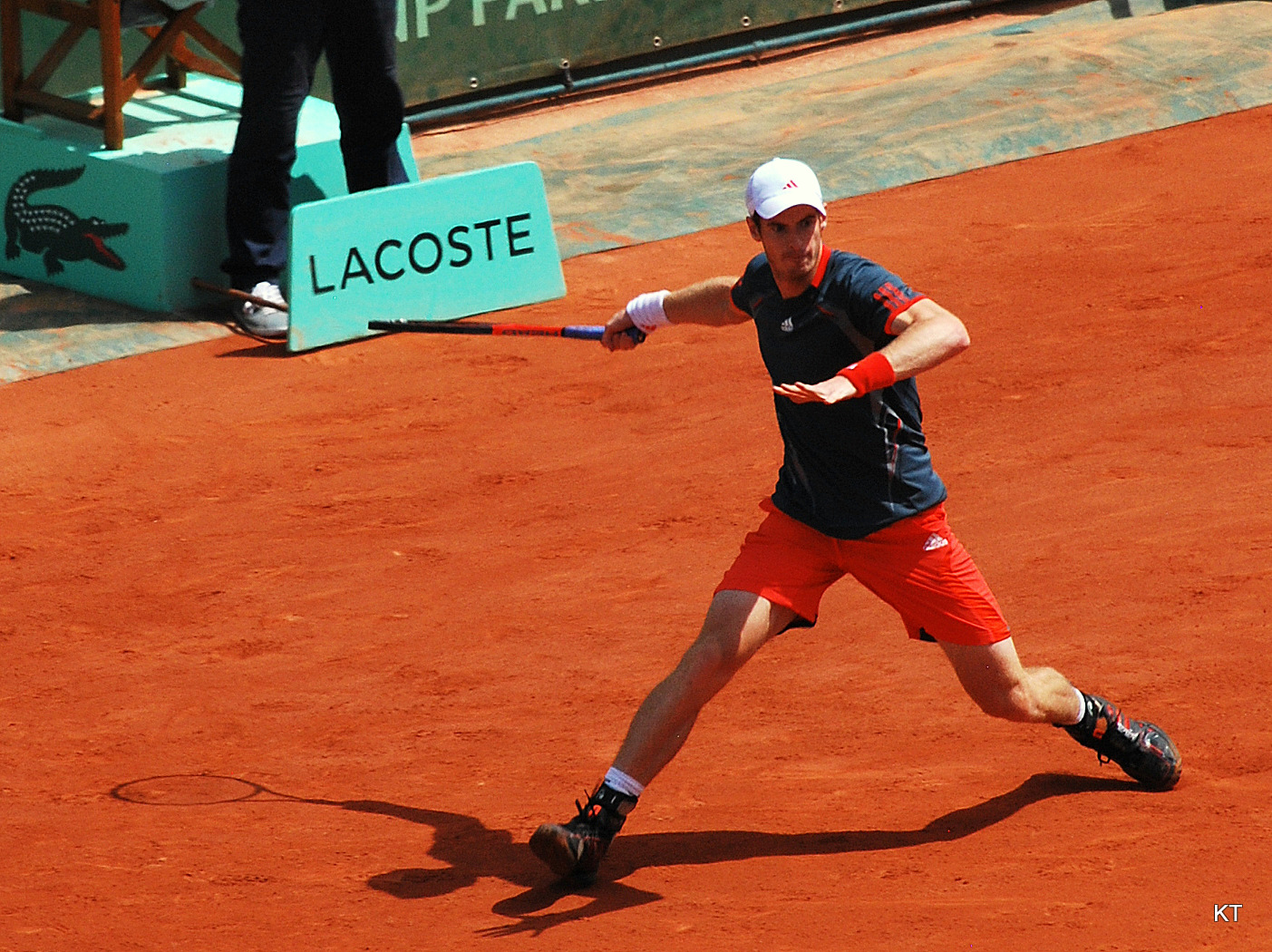
Andy Murray à Roland-Garros en 2012.

Il commence sans briller la saison sur terre, diminué par des douleurs récurrentes au dos.
À Roland-Garros, il suscite des polémiques lors des deux premiers tours : il semble souffrir du dos lorsqu'il est en mauvaise posture, mais se sent mieux dès qu'il reprend le dessus. Il est vivement critiqué lors de son deuxième tour contre le Finlandais Jarkko Nieminen, (1-6, 6-4, 6-1, 6-2) au cours duquel il fait appel à un kinésithérapeute avant d'inverser la tendance et de s'imposer. Il passe le troisième tour sans trop de problèmes face au Colombien Giraldo, avant d'avoir quelques difficultés (1-6, 6-4, 6-1, 6-2) face à un Richard Gasquet en grande confiance à la suite de son éclatante victoire sur Tommy Haas. En quart de finale, il perd un match très accroché face à David Ferrer, 6-4, 63-7, 6-3, 6-2, lui aussi très bon dans le rôle d'outsider. C'est la première fois depuis l'Open d'Australie 2011 qu'il n'atteint pas les demi-finales en Grand Chelem.
Il commence la saison sur gazon au tournoi du Queen's, où il est tenant du titre. Tête de série no 1, il bénéficie d'un bye au premier tour avant de s'incliner au deuxième tour face à un étonnant Nicolas Mahut, 6-3, 64-7, 7-61, celui-ci étant particulièrement en forme après un Roland-Garros réussi. Il ne participera pas à d'autres tournois avant Wimbledon, où il reste sur une défaite en demi-finale face à Rafael Nadal.

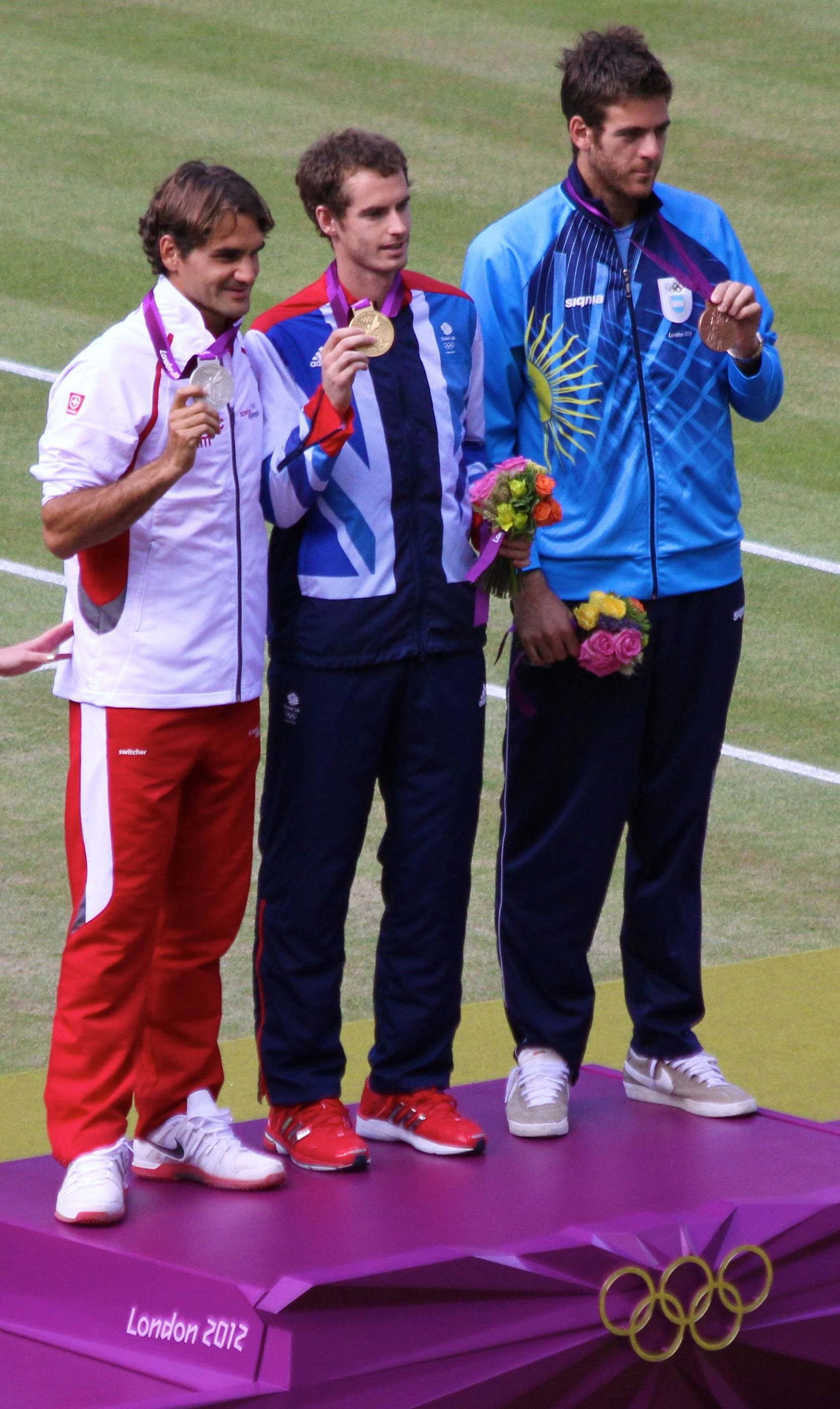
Podium des Jeux olympiques de Londres en août 2012, de gauche à droite, Federer (argent), Murray (or) et del Potro (bronze).

Le tirage au sort de Wimbledon n'est pas très clément avec lui : il affronte au premier tour l'ex-no 5 mondial Nikolay Davydenko, avant de faire face à Ivo Karlović, Márcos Baghdatís, Marin Čilić puis David Ferrer en quart de finale. Il bat ensuite Jo-Wilfried Tsonga en demi-finale. Il perd en finale contre Roger Federer sur le score de (4-6, 7-5, 6-3, 6-4).

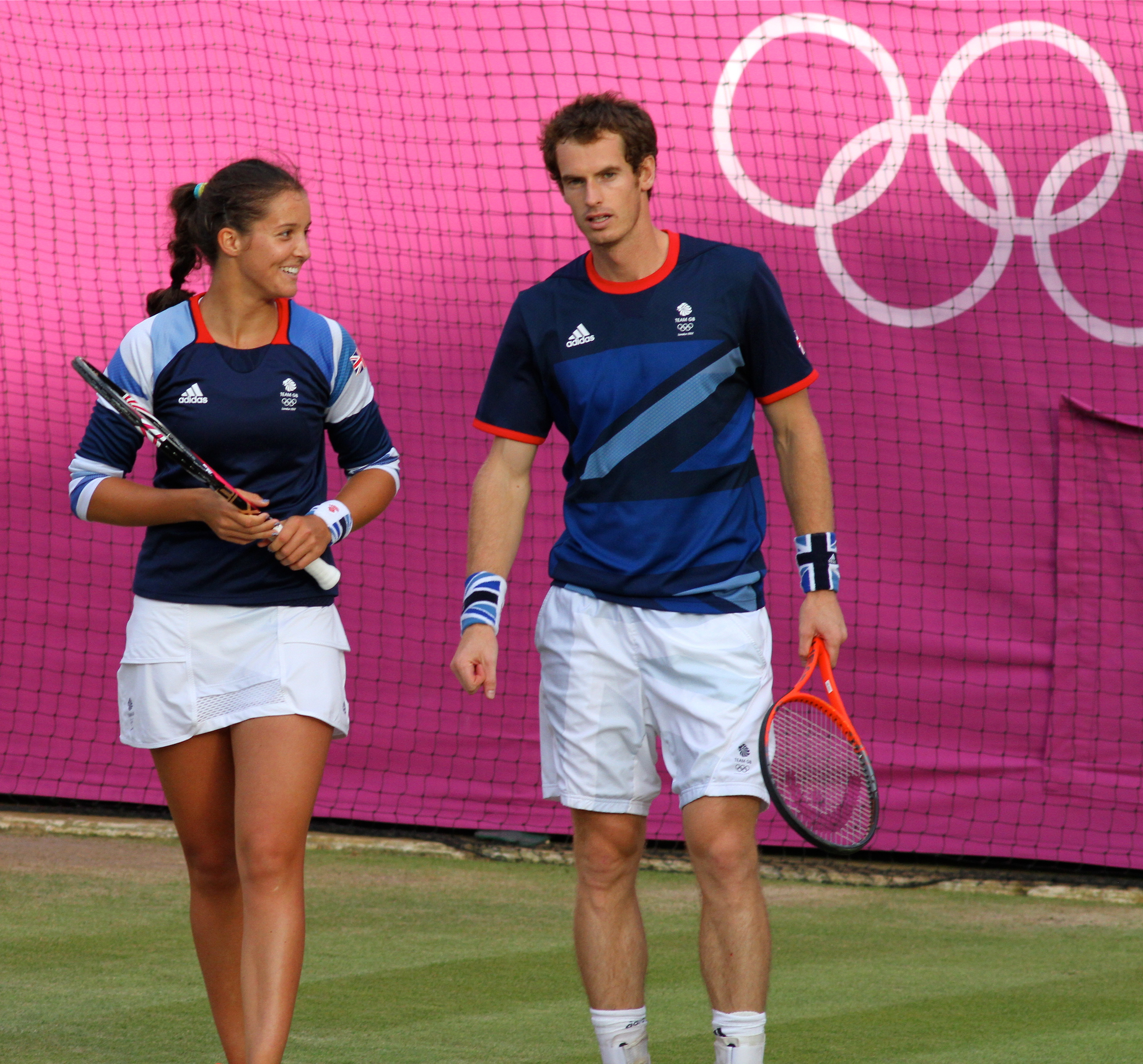
Andy Murray et Laura Robson aux Jeux olympiques de Londres en 2012.

Aux jeux olympiques de Londres, il sort Novak Djokovic en demi-finale (7-5, 7-5), puis prend sa revanche en finale sur Roger Federer en trois sets (6-2, 6-1, 6-4) sur le central de Wimbledon pour devenir champion olympique. Lors de ces mêmes Jeux et le même jour, il remporte, en mixte avec Laura Robson, une médaille d'argent alors qu'il échoue en finale face à la paire biélorusse Victoria Azarenka/Max Mirnyi (2-6, 6-3, 10-8).
Le 10 août, alors qu'il doit jouer les huitièmes de finale face au Canadien Milos Raonic pour le Masters de Toronto, il déclare forfait pour une « douleur au genou gauche » alors qu'il était l'un des favoris du tournoi. Ce tournoi lui aurait permis de rattraper Rafael Nadal au classement ATP.
Le 10 septembre 2012, Andy Murray devient le premier britannique, depuis Fred Perry en 1936, à remporter un tournoi du Grand Chelem en battant Novak Djokovic (7-610, 7-5, 2-6, 3-6, 6-2) en finale de l'US Open. Après un match de 4 h 54 (égalant le record du match le plus long de l'histoire du Grand Chelem américain), Andy Murray met la main sur son premier titre en Grand Chelem en carrière. Tout comme Perry, il aborde le tournoi en tant que tête de série no 3, bat la tête de série no 2 et tenant du titre de ce Grand Chelem en finale et gagne un 10 septembre son premier Grand Chelem,. Il réalise une très bonne fin de saison avec notamment une finale au Masters 1000 de Shangaï contre Djokovic et une demi-finale au Masters chez lui à Londres contre Federer.
À l'issue de la saison, la meilleure de sa carrière, il finit l'année à la troisième place mondiale à l'ATP.

#### 2013:1revictoire à Wimbledon, titre à Miami et3efinaleà Melbourne
Andy Murray commence l'année 2013 par un second titre consécutif à l'Open de Brisbane où il bat John Millman (6-1, 5-7, 6-3), Denis Istomin (6-4, 7-63) et Kei Nishikori (6-4, 2-0, abandon), avant de s'imposer en finale contre Grigor Dimitrov (7-60, 6-4).

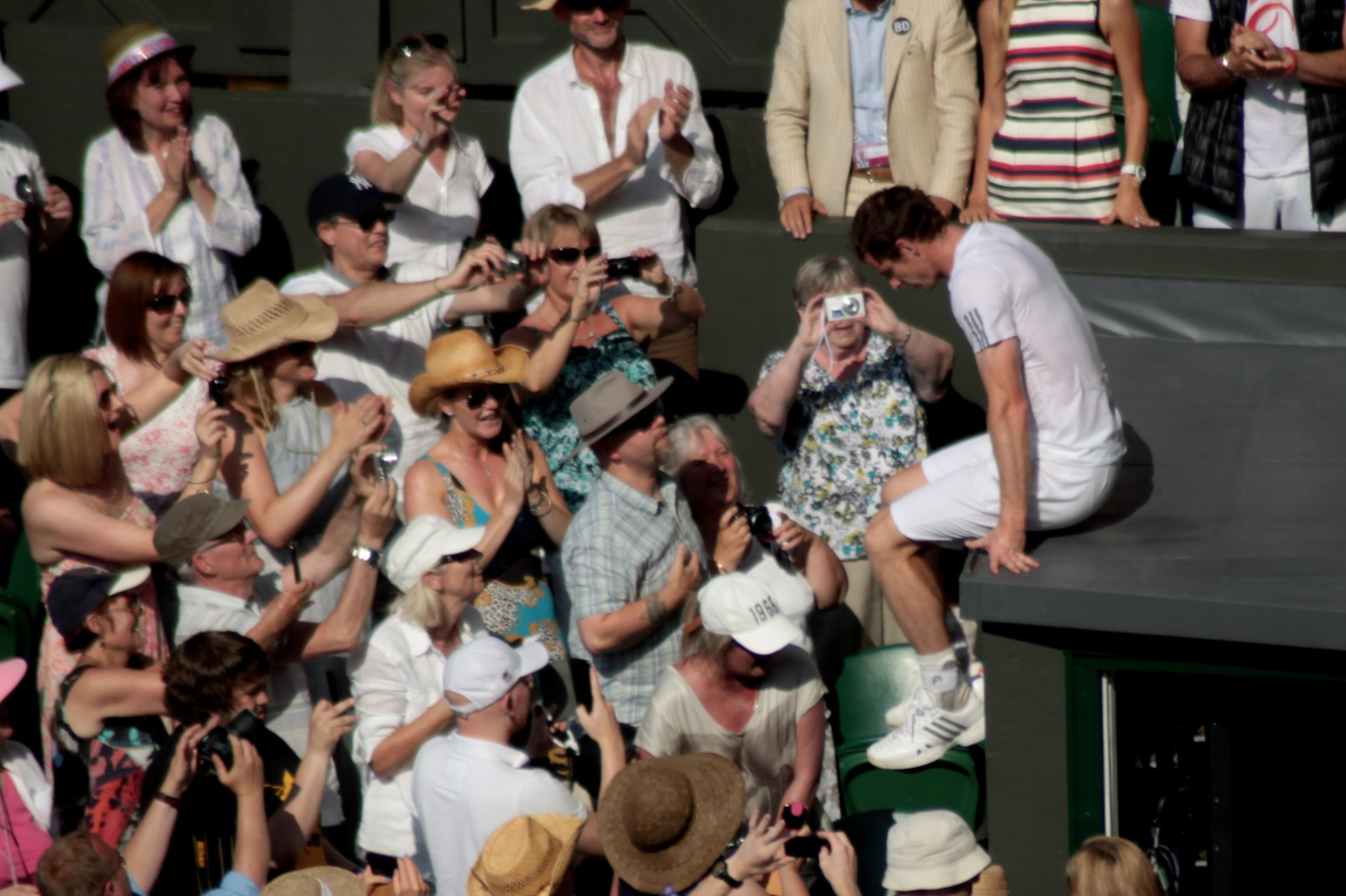
Andy Murray au tournoi de Wimbledon en 2013.

Vient l'Open d'Australie, où il s'impose facilement contre Robin Haase (6-3, 6-1, 6-3), João Sousa (6-2, 6-2, 6-4), Ričardas Berankis (6-3, 6-4, 7-5) et Gilles Simon (6-3, 6-1, 6-3) en 1 h 35 pour atteindre la seconde semaine. Puis il passe un autre Français, Jérémy Chardy facilement en 1 h 51 (6-4, 6-1, 6-2) pour arriver dans le dernier carré. À ce stade, il affronte le no 2 mondial, Roger Federer contre qui il s'impose (6-3, 65-7, 6-4, 62-7, 6-2) après quatre heures de jeu pour accéder à la finale, où il fait face au no 1 mondial Novak Djokovic. Il s'incline contre le Serbe (7-62, 63-7, 3-6, 2-6) en 3 h 39 de jeu, après deux premiers sets serrés,. À la suite de cette finale, il possède un ratio de cinq défaites (3 Open d'Australie, 1 Wimbledon et 1 US Open) pour une seule victoire en finale de Grand Chelem.
En mars au Masters d'Indian Wells, il bat Evgeny Donskoy (5-7, 6-2, 6-2), Lu Yen-hsun (6-3, 6-2), Carlos Berlocq (7-64, 6-4) avant d'être battu par le 7e mondial, Juan Martín del Potro (7-65, 3-6, 1-6). Au Masters de Miami, il bat Bernard Tomic (6-3, 6-1), Grigor Dimitrov (7-63, 6-3), Andreas Seppi (6-2, 6-4) et Marin Čilić (6-4, 6-3) pour atteindre les demi-finales. Il se qualifie pour la finale en s'imposant face au 10e mondial, le Français Richard Gasquet (63-7, 6-1, 6-2). Il s'impose face au 5e mondial, David Ferrer (2-6, 6-4, 7-61) en sauvant une balle de match, et remporte son 9e Masters 1000. À l'issue du match, Murray récupère la 2e place mondiale au détriment de Roger Federer.
Il entame ensuite la tournée sur terre battue par le Masters de Monte-Carlo. Après un premier tour à sa portée contre le Français Édouard Roger-Vasselin où il gagne en deux sets (6-1, 6-4), il perd lourdement face au Suisse Stanislas Wawrinka sur le score de (1-6, 2-6) en huitièmes de finale. Puis il perd en quart de finale du Masters de Madrid face à Tomáš Berdych (63-7, 4-6). Diminué par des problèmes physiques, il décide de ne pas participer aux Internationaux de France afin d'éviter de déclencher une blessure trop sérieuse.
Il commence comme à son habitude la saison sur gazon par le tournoi du Queen's qu'il remporte en battant le Croate Marin Čilić en finale (5-7, 7-5, 6-3) au bout du suspense avec un beau retournement de situation, après avoir battu dans une autre rencontre serrée, le 7e mondial, Jo-Wilfried Tsonga (4-6, 6-3, 6-2).

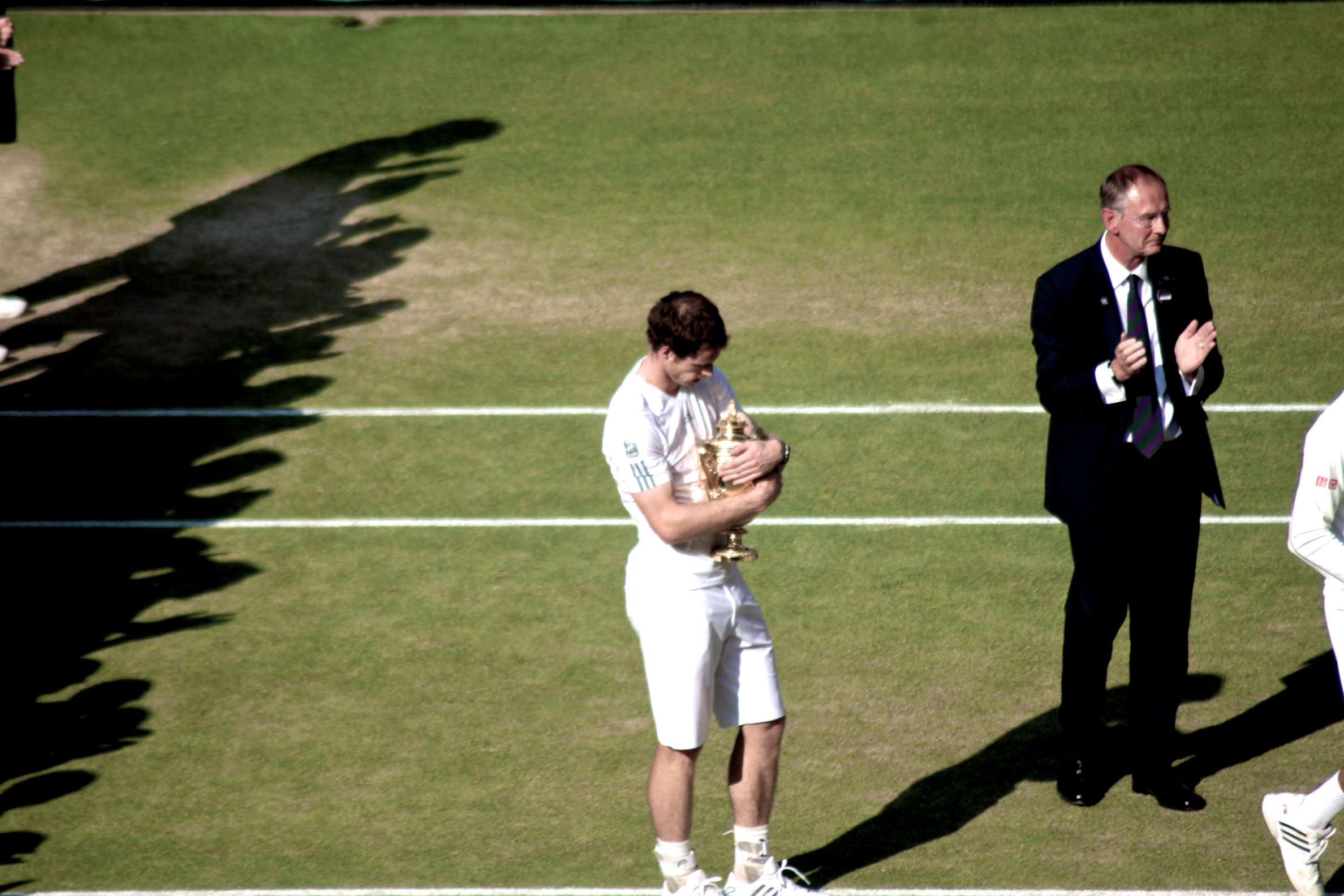
Andy Murray lors de la remise des trophées au tournoi de Wimbledon en 2013.

Il entame le tournoi de Wimbledon en portant tous les espoirs britanniques, notamment après avoir gagné son premier titre du Grand Chelem à l'US Open 2012. Il trace sa route jusqu'aux quarts de finale relativement facilement en battant Benjamin Becker au premier tour (6-4, 6-3, 6-2), le Taïwanais Lu Yen-hsun (6-3, 6-3, 7-5), l'Espagnol Tommy Robredo (6-2, 6-4, 7-5), puis le Russe Mikhail Youzhny (6-4, 7-65, 6-1) en huitième après 2 h 37. Il est opposé à l'Espagnol Fernando Verdasco en quart de finale, match qu'il remporte difficilement en cinq sets et en remontant un handicap de deux sets à zéro (4-6, 3-6, 6-1, 6-4, 7-5). Il se qualifie ensuite pour sa deuxième finale consécutive à Wimbledon, en battant le Polonais Jerzy Janowicz (62-7, 6-4, 6-4, 6-3) après 2 h 52 de jeu,. Il remporte finalement le trophée en battant Novak Djokovic, étrangement passif, sur le score de (6-4, 7-5, 6-4) en un peu plus de trois heures,. Il devient alors le premier Britannique à remporter Wimbledon depuis Fred Perry en 1936.
Il commence mal la tournée américaine. Au Masters du Canada, il s'impose difficilement face à l'Espagnol Marcel Granollers (6-4, 7-62) avant de perdre en huitième de finale face à l'imprévisible Ernests Gulbis (4-6, 3-6). Puis au Masters de Cincinnati, il élimine facilement le Russe Mikhail Youzhny (6-2, 6-3), puis le Français Julien Benneteau (6-2, 6-2), avant d'être battu à son tour en quart de finale par le Tchèque Tomáš Berdych (3-6, 4-6). À l'issue du tournoi, il cède la place de numéro 2 à Rafael Nadal, double vainqueur de Montréal et de Cincinnati.
À l'US Open, il bat facilement le Français Michaël Llodra (6-2, 6-4, 6-3) avant de perdre un set contre l'Argentin Leonardo Mayer (7-5, 6-1, 3-6, 6-1) et contre l'Ouzbek Denis Istomin (65-7, 6-1, 6-4, 6-4). Il s'incline ensuite sèchement contre le Suisse Stanislas Wawrinka alors 10e mondial, sur le score sans appel de (4-6, 3-6, 2-6).
Après l'US Open, Andy annonce qu'il ne participera pas au Masters de Londres et subit une opération du dos à la suite de douleurs qu'il traîne depuis un moment. Il finit alors l'année à la 4e place mondiale.

#### 2014: Déceptions en Grand Chelem et en Masters 1000, sortie du top 5, fin de saison avec 3 titres remportés
Andy Murray commence sa saison 2014 à l'Open de Doha où il s'incline dès le second tour face à Florian Mayer. Il participe ensuite à l'Open d'Australie en tant que tête de série no 4 ainsi que finaliste sortant. Au premier tour, il se défait facilement du Japonais Go Soeda (6-1, 6-1, 6-3), puis de Vincent Millot (6-2, 6-2, 7-5) et de Feliciano López (7-62, 6-4, 6-2). En huitième de finale, il bat le lucky loser Stéphane Robert (6-1, 6-2, 66-7, 6-2). En quart de finale, le Britannique rencontre l'ancien numéro un mondial Roger Federer, qui le bat en quatre sets (3-6, 4-6, 7-66, 3-6).
Il participe ensuite à la Coupe Davis avec l'équipe de Grande-Bretagne et remporte ses deux matchs en simple face aux États-Unis pour accéder aux quarts de finale, ce que les Britanniques n'avait plus fait depuis 1986. Il participe ensuite au tournoi de Rotterdam où il s'incline en quarts de finale face à Marin Čilić puis au tournoi d'Acapulco où il est battu en demi-finale par Grigor Dimitrov.
Il poursuit ensuite sa saison avec le Masters 1000 d'Indian Wells, dans lequel il avait atteint les quarts en 2013. Qualifié d'office au second tour en sa qualité de tête de série no 5, il vainc Lukáš Rosol (4-6, 6-3, 6-2), puis Jiří Veselý (62-7, 6-4, 6-4) pour rallier les huitièmes de finale. Il y est battu en trois sets par le Canadien Milos Raonic (6-4, 5-7, 3-6). Il prend part ensuite au deuxième Masters 1000 de la saison, celui de Miami dont il est le tenant du titre. Comme à Indian Wells, son classement lui permet de commencer au second tour, match au cours duquel il bat l'Australien Matthew Ebden en trois sets (3-6, 6-0, 6-1). Il rejoint les quarts de finale en disposant de Feliciano López puis de Jo-Wilfried Tsonga, tous les deux sur le même score (6-4, 6-1). En quarts, il joue contre le numéro deux mondial et récent vainqueur d'Indian Wells Novak Djokovic, qui le bat en deux sets (5-7, 3-6).
Murray commence ensuite sa saison sur terre battue européenne par le Masters 1000 de Madrid durant lequel il est éliminé par un étonnant Santiago Giraldo (également vainqueur de Jo-Wilfried Tsonga dans le tournoi). Il se dirige ensuite vers le Masters de Rome. Il y est éliminé par le futur finaliste Rafael Nadal (plus de deux ans après leur dernier match lors de la finale du tournoi de Tokyo remporté par Murray fin 2011) dans un match où il domine l'Espagnol pendant le 1er set (6-1) avant de subir la loi de Nadal, mais en ayant mené 5-3 dans l'ultime manche du match, (6-1, 3-6, 5-7).
Ayant déclaré forfait l'année précédente, Andy aborde Roland-Garros sans pression n'ayant aucun point à défendre. Au premier tour, il se défait en 4 manches d'Andrey Golubev, puis très facilement en 3 sets de l'Australien Marinko Matosevic (qui a gagné au premier tour son 1er match en Grand Chelem après 12 défaites de suite). Il affronte au 3e tour l'Allemand Philipp Kohlschreiber. Les deux joueurs disputent un marathon de 5 sets, interrompu par la nuit à 7-7 au dernier set. Murray l'emporte finalement 12-10 le lendemain. En huitièmes, il bat assez facilement Fernando Verdasco (6-4, 7-5, 7-63). En quarts, il vainc Gaël Monfils au terme d'un match au scénario étrange. Il remporte les deux premières manches 6-4 et 6-1 avant de perdre les deux suivantes sur le même score. Dans l'obscurité parisienne, il remporte la 5e manche 6-0. En demi-finale, il affronte l'octuple tenant du titre Rafael Nadal. Dans un jour sans et devant un Nadal fantastique, l'Écossais s'incline logiquement (6-3, 6-2, 6-1) face au futur vainqueur du tournoi.

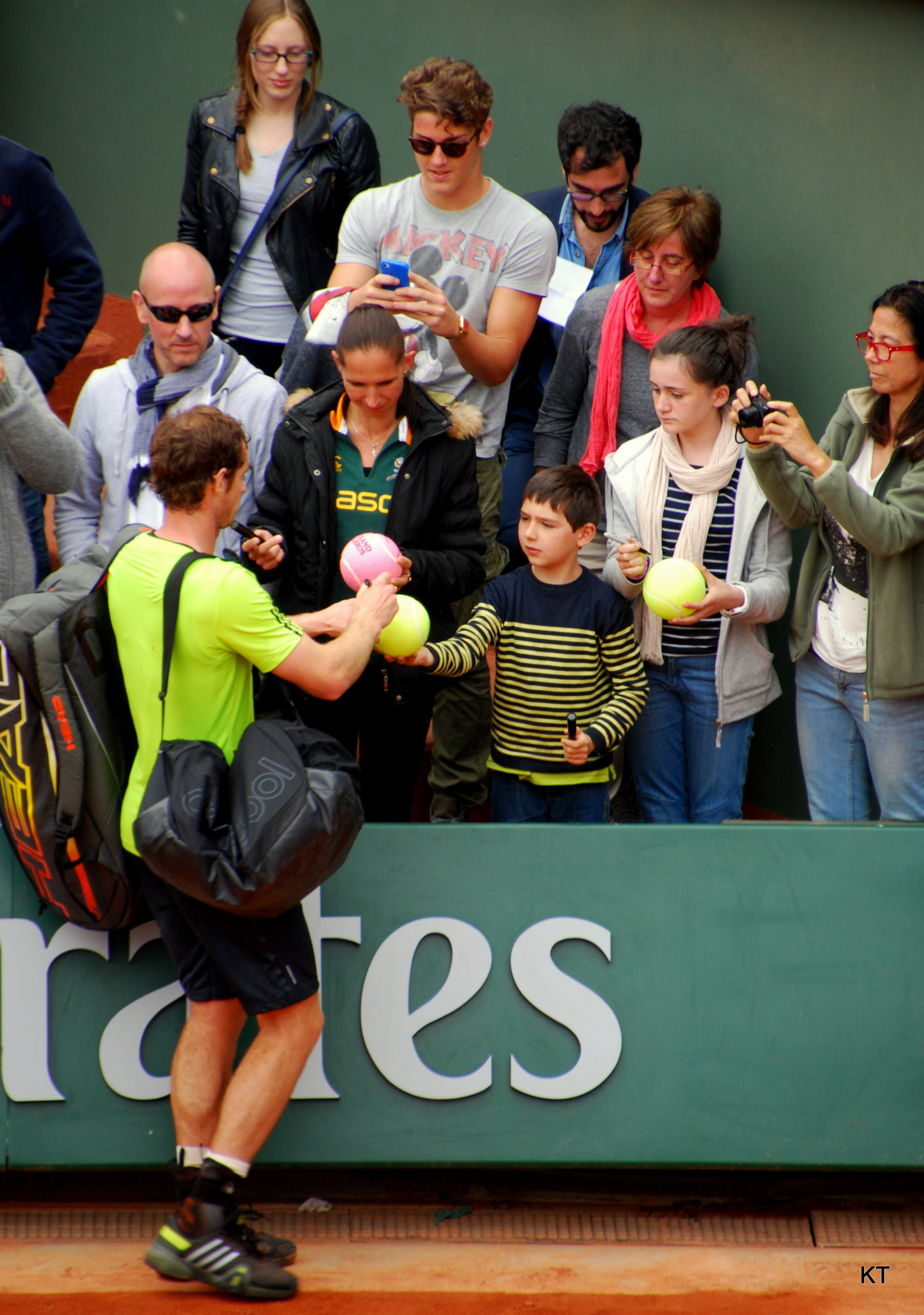
Andy Murray, signant des autographes après la fin d'un match à Roland-Garros en 2014.

Il annonce alors le 8 juin 2014 sa future collaboration avec Amélie Mauresmo, tout d'abord pour la saison sur herbe durant laquelle il a 2 titres à défendre,.
Il aborde le tournoi du Queen's en tant que grand favori. Exempté de premier tour, il bat facilement Paul-Henri Mathieu au second tour (6-4, 6-4) pour son premier match sous les ordres de sa nouvelle coach. Au troisième tour, il s'incline à la surprise générale face au Tchèque Radek Štěpánek (7-610, 6-2) après avoir eu 8 balles de premier set. À Wimbledon, il subit une défaite en quart de finale face au no 11 mondial, Grigor Dimitrov en trois sets secs, à la surprise générale, et perd ainsi son titre.
En août, il commence l'US Open Series par le Masters de Toronto. Après une exemption au premier tour, il bat facilement la wild card Nick Kyrgios (6-2, 6-2), gagne par forfait face à Richard Gasquet en 1/8 de finale, et perd contre le futur vainqueur du tournoi, Jo-Wilfried Tsonga, en 1/4 de finale (7-65, 4-6, 6-4), après un match à suspens.
Il enchaîne ensuite avec le Masters de Cincinnati. Après avoir éliminé João Sousa (6-3, 6-3) et John Isner (63-7, 6-4, 7-62), il est éliminé en quart de finale par Roger Federer, futur vainqueur du tournoi, sur le score de (6-3, 7-5).
À l'US Open, Andy Murray atteint sans trop de difficulté le stade des quarts de finale en éliminant successivement Robin Haase (6-3, 7-66, 1-6, 7-5), Matthias Bachinger (6-3, 6-3, 6-4), Andrey Kuznetsov (6-1, 7-5, 4-6, 6-2) et Jo-Wilfried Tsonga (7-5, 7-5, 6-4). Cela faisait depuis Wimbledon 2013 que le Britannique n'avait pas battu un pensionnaire du top 10, chose qu'il réalise donc contre le Français. En quart, il est éliminé face au numéro un mondial Novak Djokovic sur le score de (7-61, 61-7, 6-2, 6-4). Contrairement aux deux années précédentes, Murray finit donc la saison sans titre du Grand Chelem en poche.
La fin de saison est une course pour se classer parmi les 8 meilleurs joueurs mondiaux et rallier les Masters. Il remporte le tournoi de Shenzhen en battant Tommy Robredo en finale, est battu en demi-finale par Novak Djokovic au tournoi de Pékin, en huitième de finale par David Ferrer au Masters de Shanghai puis remporte le tournoi de Vienne en prenant sa revanche face à l'Espagnol. À l'Open de Valence, il s'impose en finale face à Tommy Robredo, dans un match des plus intenses (3-6, 7-67, 7-68) en 3 h 20 de jeu. Il obtient son billet pour le tournoi des maîtres en atteignant les quarts de finale du Masters de Paris-Bercy en battant Grigor Dimitrov en huitièmes de finale puis s'incline au tour suivant face à Novak Djokovic.
Aux Masters de fin d'année, il est éliminé en phase de poules après une victoire face à Milos Raonic et deux défaites face à Kei Nishikori et Roger Federer. Il termine la saison à la 6e place mondiale dans un bilan mitigé et perdant deux places.

#### 2015:4efinaleà Melbourne,1erMasters 1000 sur terre battue à Madrid, victoire en Coupe Davis etno2 mondial en fin de saison
Au lieu de commencer la saison par les traditionnels tournois de préparation avant le premier Grand Chelem comme les saisons précédentes, il décide de participer à la Hopman Cup avec Heather Watson. Il gagne ses trois matchs de poule en simple sans perdre le moindre set contre Benoît Paire (6-2, 7-5), Jerzy Janowicz (6-2, 6-4) et Marinko Matosevic (6-3, 6-2). Cependant, son équipe ne se qualifie pas pour la finale.
Il participe ensuite à l'Open d'Australie en tant que tête de série no 6 pour son premier tournoi officiel. Il passe sans problème les 3 premiers tours en 3 sets. En huitième, il affronte Grigor Dimitrov dans un match à suspense, gagnant en 4 sets (6-4, 65-7, 6-3, 7-5) alors qu'il était mené 5-3 dans le 4e set, service à suivre pour Dimitrov, et enchaîne 4 jeux consécutifs jusqu'à la victoire. Il remporte son quart de finale contre Nick Kyrgios (6-3, 7-65, 6-3), et atteint les demi-finales de l'Open d'Australie pour la 5e fois. En demi-finale, il gagne en 4 sets face à Tomáš Berdych (66-7, 6-0, 6-3, 7-5), et arrive en finale pour la 4e fois à Melbourne. Il y rencontre Novak Djokovic, qui le bat en 4 sets et 3 heures 39 (7-65, 64-7, 6-3, 6-0).
En février, il participe aux tournois ATP 500 de Rotterdam et Dubaï. Il perd à chaque fois en quart de finale et de manière expéditive. Tout d'abord contre le Français Gilles Simon (6-4, 6-2) et ensuite contre le jeune Croate prometteur de 18 ans Borna Ćorić (6-1, 6-3) alors lucky loser.
Il participe ensuite à la Coupe Davis avec l'équipe de Grande-Bretagne et remporte ses deux matchs en simple face aux États-Unis une nouvelle fois pour accéder aux quarts de finale, comme l'année précédente.
Au Masters d'Indian Wells, la victoire de Murray en quart de finale contre Feliciano López lui permet de devenir le Britannique ayant gagné le plus de rencontres sur le circuit ATP avec 497 victoires, Tim Henman en comptant 496 durant sa carrière, en atteignant le dernier carré d'un Masters 1000 pour la première fois depuis son titre à Miami en 2013. Il perd au tour suivant 6-2, 6-3 dans un match plus accroché que le score ne l'indique une nouvelle fois contre le Serbe Novak Djokovic, confirmant des difficultés au niveau mental contre ce joueur. Ensuite à Miami, il bat successivement Donald Young, Santiago Giraldo puis signe en huitième de finale sa 500e victoire en carrière sur le circuit ATP : 6-4, 3-6, 6-3 face à Kevin Anderson et devient le 9e joueur en activité à atteindre ce chiffre. En quart, il bat Dominic Thiem difficilement (3-6, 6-4, 6-1), puis en demi-finale affronte à nouveau Tomáš Berdych et le bat 6-4, 6-4 dans un match complet. Il atteint la finale d'un Masters 1000 deux ans après sa dernière, déjà à Miami. En finale, il perd à nouveau contre Novak Djokovic au bout du suspense : après deux premiers sets tendus (7-63, 4-6), Andy Murray bloque et craque une nouvelle fois contre le Serbe en perdant le dernier set 6-0, ce qui met fin à ses espoirs de titre.
Pour le début de sa saison de terre battue, Murray commence à l'Open de Munich en tant que tête de série no 1. Il y bat Mischa Zverev puis Lukáš Rosol (4-6, 6-3, 6-2) dans un match plein de tensions et Roberto Bautista-Agut (6-4, 6-4) pour atteindre la première finale de sa carrière sur terre battue. Au terme d'une finale étalée sur deux jours en raison de la pluie, Andy bataille face à Philipp Kohlschreiber dans une rencontre de plus de trois heures mais remporte finalement le titre sur le score de 7-64, 5-7, 7-64. C'est d'ailleurs la première fois de sa carrière que l'Écossais gagne un tournoi sur terre battue. Il continue avec le Masters de Madrid où il se présente comme un potentiel futur vainqueur grâce à sa confiance et son premier titre sur terre battue. Deux jours après l'avoir battu, il affronte de nouveau Philipp Kohlschreiber et le bat en trois sets (6-4, 3-6, 6-0), puis il bat facilement Marcel Granollers en huitièmes (6-2, 6-0). En quart de finale, il affronte le Canadien Milos Raonic, 6e mondial. Il le bat 6-4, 7-5 malgré une blessure au pied droit du Canadien qui l'empêche de se déplacer totalement sur le terrain. À cette occasion, il ne s'agit que de son deuxième top 10 battu pour treize défaites sur terre battue. En demi-finale, il affronte le Japonais 5e mondial et finaliste sortant Kei Nishikori. Il le domine (6-3, 6-4) en une heure et trente-sept minutes de jeu pour s'offrir sa deuxième finale consécutive sur terre battue après son titre à Munich. En finale, il joue le titre contre le recordman en titre sur terre battue et 4e mondial Rafael Nadal, mené 6-0 dans ses confrontations sur cette surface. Murray réussit à battre l'Espagnol, qui plus est facilement, (6-3, 6-2) en moins d'une heure et demie pour s'adjuger son deuxième titre sur terre battue. Il réalise sa meilleure série sur cette surface depuis le début de sa carrière. Après ce titre, il décide malgré tout de jouer à Rome poussé par son entraîneur Mauresmo. Au premier tour, il bat facilement Jérémy Chardy, avant de déclarer forfait avant son match contre David Goffin. Il avoue : « Je suis très fatigué, j'ai besoin de faire un break ». Il arrive à Roland-Garros invaincu cette saison sur terre battue. Il débute en éliminant facilement l'Argentin Facundo Argüello. Au deuxième tour, il perd un set contre João Sousa (6-2, 4-6, 6-4, 6-1) et au troisième tour bat l'espoir australien Nick Kyrgios en trois sets. En huitième, dans un match plus compliqué contre Jérémy Chardy, il perd également un set (6-4, 3-6, 6-3, 6-2) mais finit par dérouler. Au stade des quarts de finale, il affronte David Ferrer qu'il n'a jamais battu sur terre battue. Lors du match, les deux premiers sets (7-64, 6-2) sont bien maîtrisés mais dans le troisième, alors qu'il mène 3-0, il se fait remonter pour perdre 7-5 et laisse échapper sa frustration. Mais il se reprend pour abréger et boucler le match 6-1 au quatrième set pour se qualifier en demi-finale comme l'année précédente. Il n'a alors toujours pas perdu un match sur terre battue cette saison après 15 rencontres. Cependant en demi-finale, qui fut interrompue pour cause d'orage le premier jour, et malgré un match haletant et à suspense surtout lors des troisième et quatrième sets face au Serbe Djokovic, il perd en cinq manches 3-6, 3-6, 7-5, 7-5, 1-6 et met fin à sa série de victoires.
Pour le début de la saison sur gazon, comme chaque année, il débute au Queen's qui est cette fois classé ATP 500. Au premier tour, il bat Lu Yen-hsun puis s'impose face à Fernando Verdasco (7-5, 6-4). En quart, il ne passe pas loin de l'élimination face au Luxembourgeois Gilles Müller (3-6, 7-62, 6-4) de près de deux heures de jeu. En demi-finale, après avoir été interrompu le samedi à cause de la pluie à 3-3 au premier set, Murray et s'impose contre Viktor Troicki (6-3, 7-64). Il atteint pour la quatrième fois la finale à Londres et y affronte Kevin Anderson. Il s'impose finalement (6-3, 6-4) en une heure de jeu en appliquant parfaitement son tennis dans ce match, ce qui lui permet de gagner son 34e titre en carrière et le quatrième au Queen's. Il arrive en confiance à Wimbledon. Il atteint les huitièmes de finale facilement en ayant toutefois concédé un set à Andreas Seppi et s'être plaint de l'épaule, cependant contre le grand serveur Ivo Karlović, il s'impose en 4 sets. En quart-de-finale, il se débarrasse du jeune canadien Vasek Pospisil (6-4, 7-5, 6-4) qui jouait son premier quart de finale en Grand Chelem. En demi-finale, il rencontre Roger Federer qui reste sur une série de 9 victoires en demi-finale dans le tournoi londonien, Andy Murray s'incline sur le score (5-7, 5-7, 4-6) après une partie qui l'aura vu perdre son engagement à chaque fois en fin de set.
Andy dispute les quarts de la Coupe Davis face à la France. Le premier jour, contre Jo-Wilfried Tsonga, il remporte plutôt facilement le match 7-5, 7-610, 6-2 en 2h30 et permet d'égaliser. Le deuxième jour avec le double, il est finalement aligné avec son frère Jamie pour affronter la paire française inédite Jo-Wilfried Tsonga et Nicolas Mahut, et va tourner à leur avantage à partir du deuxième set et gagnant finalement la rencontre 4-6, 6-3, 7-65, 6-1 et prendre un grand avantage. Le dernier jour, en quatrième match Murray fait face à Gilles Simon et s'imposera difficilement 4-6, 7-65, 6-3, 6-0 en un peu plus de 3 heures et demie. Libérant sa pression, ses larmes, il vient de qualifier son équipe pour les demi-finales (une première depuis 34 ans) et rêvant de la victoire finale.

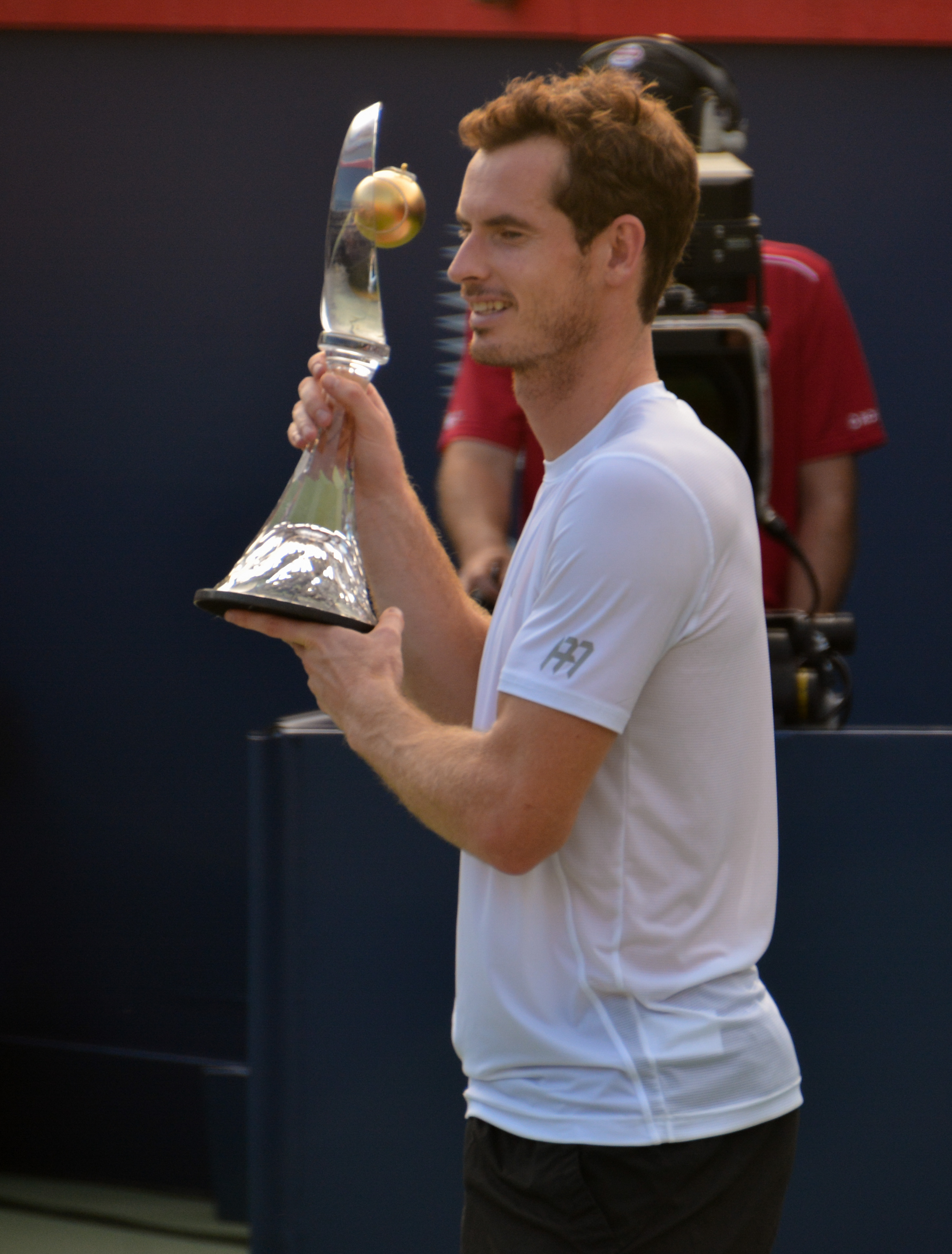
Andy Murray tenant la coupe au Masters du Canada en 2015.

Pour le début de la tournée américaine, Murray commence au Classic de Washington en tant que tête de série no 1, mais perd dès le premier tour contre Teymuraz Gabashvili en trois sets. Puis à la Coupe Rogers en tant que tête de série no 2, il bat plutôt facilement les adversaires des deux premiers tours, Tommy Robredo (6-4, 7-5) et Gilles Müller (6-3, 6-2). En quart, il fait face au tenant du titre, Jo-Wilfried Tsonga, qui l'avait battu l'année précédente au même stade. Mais cette fois-ci, Andy se montre solide et remporte le match 6-4, 6-4. Par la même occasion avec cette victoire, il assure officiellement sa qualification pour le Masters de Londres. Ensuite, en demi-finale il surclasse le Japonais Kei Nishikori, 5e mondial, émoussé et un peu blessé lors du dernier set (6-3, 6-0). En finale, il affronte sa bête noire du moment, le no 1 mondial Novak Djokovic, contre qui il reste sur 8 défaites consécutives. Dans un match assez décousu par moments, Murray s'impose finalement après trois heures de jeu 6-4, 4-6, 6-3, infligeant au Serbe sa quatrième défaite de la saison. Avec ce résultat, il s'adjuge le 11e Masters 1000 de sa carrière et égale Pete Sampras. Il devient également le nouveau dauphin de l'ATP en délogeant Roger Federer de la 2e place mondiale. À Cincinnati, il débute face au prochainement retraité, l'Américain Mardy Fish, le battant non sans mal en 1h40 (6-4, 7-61). En huitième, il affronte Grigor Dimitrov et s'impose au terme d'un match fou de près de trois heures de jeu. Mené 4-1 au deuxième et 5-3 au troisième set, Murray est revenu à chaque fois effacer les breaks et s'adjuger la victoire (4-6, 7-63, 7-5) et le droit de se qualifier pour les quarts. Il y retrouve Richard Gasquet et s'impose encore difficilement (4-6, 6-1, 6-4). En demi-finale, il affronte Roger Federer, futur vainqueur du tournoi, et s'incline en 2 sets (4-6, 66-7), la fatigue se faisant ressentir malgré une bonne résistance. Il arrive en tant que favoris pour le titre à l'US Open. Il bat au premier tour le talentueux Nick Kyrgios en quatre manches, Adrian Mannarino en étant mené 2 sets à rien il finit par gagner la rencontre et Thomaz Bellucci. Il perd cependant à la surprise générale face à Kevin Anderson (65-7, 3-6, 7-62, 60-7) avec un 7-0 dans le quatrième sets et sera une grosse déception pour lui.
Le weekend suivant, lors de la demi-finale de Coupe Davis, il remporte ses deux simples face Thanasi Kokkinakis (6-3, 6-0, 6-3) et Bernard Tomic (7-5, 6-3, 6-2), ainsi que le double décisif avec son frère Jamie en près de quatre heures de jeu contre la paire Sam Groth - Lleyton Hewitt (4-6, 6-3, 6-4, 66-7, 6-4). Il qualifie ainsi son pays pour la finale de cette édition, la dernière de son pays remontant à 1936.
Au Masters de Paris-Bercy, un tournoi qui ne lui a jamais souri en dépassant jamais les quarts de finale. Aux premiers tours, il bat facilement Borna Ćorić et David Goffin, avant de rencontrer Richard Gasquet où il éprouvera quelques difficultés mais finira par s'imposer (7-67, 3-6, 6-3) et passer les demies pour la première fois. Il affronte David Ferrer contre qui il s'impose plutôt facilement 6-4, 6-3 et se qualifier pour sa première finale ici. Il perd cependant une nouvelle fois contre Djokovic en 1h34 et en deux manches (6-2, 6-4).
Au Masters, il est 2e tête de série. Il remporte son premier match de groupe contre David Ferrer puis perd les deux suivants contre Rafael Nadal et Stanislas Wawrinka. Il est alors éliminé et peut se concentrer sur la finale de la Coupe Davis qui a lieu la semaine suivante sur terre battue.
Lors de la finale, il bat Ruben Bemelmans (108e mondial) sur le score de 6-3, 6-2, 7-5 pour égaliser à 1-1 en 2 h 25 de jeu. Vient ensuite le double qu'il joue avec son frère. Lors de ce match, ils permettent aux Britanniques de prendre l'avantage sur le score de 6-4, 4-6, 6-3, 6-2. Il a donc l'occasion d'offrir le titre à son pays le lendemain contre David Goffin (16e mondial) sans même jouer le 5e match. Lors de ce match décisif, il ne tremble pas en battant le Belge, malgré une belle résistance de ce dernier sur le score de 6-3, 7-5, 6-3 en presque trois heures de match et offre le 10e saladier d'argent à la Grande-Bretagne, le premier depuis 79 ans.

#### 2016. Meilleure saison: 9 titres,2essacres à Wimbledon et aux JO, finaliste à l'Open d'Australie et à Roland-Garros, victorieux au Masters etno1 mondial
Au lieu de commencer la saison par les traditionnels tournois de préparation avant le premier Grand Chelem, il décide de participer à la Hopman Cup comme l'année précédente avec Heather Watson. Il gagne son premier match de poule en simple contre Kenny de Schepper (6-2, 6-2), mais perd face à Nick Kyrgios (4-6, 65-7) de l'équipe Australie Green. À l'Open d'Australie, il se qualifie pour la finale pour la 5e fois de sa carrière en éliminant plutôt facilement Alexander Zverev (6-1, 6-2, 6-3), Sam Groth, João Sousa (6-2, 3-6, 6-2, 6-2) et Bernard Tomic (6-4, 6-4, 7-64) pour atteindre les quarts. Il bat pour cela le teigneux David Ferrer en quatre manches (6-3, 65-7, 6-2, 6-3) et 3 h 20 de jeu dans un match toujours accroché contre l'Espagnol. Et en demi-finale le jeune Milos Raonic 14e mondial, où il a éprouvé plus de difficultés en étant mené deux manches à une (4-6, 7-5, 64-7, 6-4, 6-2) en quatre heures, mais garda son calme jusqu'à la fin et profitant de la baisse de physique de son adversaire pour l'emporter,. Il perd cependant à nouveau contre le tenant du titre et no 1 mondial Novak Djokovic (pour la quatrième fois à Melbourne à ce stade), en trois manches sèches mais en près de trois heures de jeu. Avec des statistiques trop faibles pour espérer mieux, handicapé par son pourcentage de ses secondes et son grand nombre de fautes directes,.
Amélie Mauresmo est de retour à ses côtés à compter du tournoi de Dubaï, en février.
Il participe au huitième de finale de la Coupe Davis contre le Japon à Birmingham. Il s'impose dans ses deux simples contre Taro Daniel en 3 sets (6-1, 6-3, 6-1) puis dans un match haletant contre Kei Nishikori en 5 sets (7-5, 7-66, 3-6, 4-6, 6-3) en 4 h 54. Il remporte également le double avec son frère Jamie Murray.
Il revient à la compétition au Masters d'Indian Wells, où il perd à la grande surprise au troisième tour contre l'Argentin Federico Delbonis, 48e mondial, au terme de 2 h 46 de jeu (4-6, 6-4, 63-7), et alors qu'il menait 4-1 dans l'ultime manche. Il poursuit avec la défense de sa finale de l'année précédente au Masters de Miami, mais s'incline à nouveau au troisième tour face à Grigor Dimitrov (7-61, 4-6, 3-6) en 2 h 25 de jeu.
Après une tournée sur dur décevante, il dispute le Masters de Monte-Carlo pour commencer la saison sur terre battue européenne. Il commence contre Pierre-Hugues Herbert en s'imposant difficilement (6-2, 4-6, 6-3), puis à nouveau contre Benoît Paire en huitième où il était mené 6-2, 3-0 (double break), avant de renverser la situation et s'imposer (2-6, 7-5, 7-5) après 2 h 32 de jeu. Puis en quart, il domine le Canadien Milos Raonic (6-2, 6-0), avant de perdre en demi-finale dans un marathon de 2 h 43 contre Rafael Nadal, futur vainqueur. Dans la foulée, au Masters de Madrid, il s'impose difficilement contre le qualifié Radek Štěpánek, très accrocheur (7-63, 3-6, 6-1) sur l'ensemble des deux premières manches. Avant d'enchaîner rapidement contre Gilles Simon (6-4, 6-2) et Tomáš Berdych 8e mondial, (6-3, 6-2) en signant sa première victoire contre le Tchèque sur terre battue. Puis en demi-finale, Murray prend sa revanche sur Rafael Nadal en 2 h 11 s'imposant en deux manches (7-5, 6-4) malgré un niveau de jeu fluctuant, mais restant devant sur l'ensemble du match lui permettant de se qualifier pour la finale, et défendre son titre contre le no 1 mondial Novak Djokovic. Il s'incline contre le Serbe malgré le gain du second set (2-6, 6-3, 3-6). La semaine suivante, en marge du Masters de Rome, il annonce la fin de sa collaboration avec son entraîneur Amélie Mauresmo, qui aura duré deux ans,. Le rôle est repris par Jamie Delgado, qui avait rejoint son staff après l'Open d'Australie 2016. Murray remporte le tournoi italien le jour de son 29e anniversaire, prenant sa revanche en finale (6-3, 6-3) contre Djokovic, le Serbe paraissant fatigué après deux victoires difficiles contre Rafael Nadal et Kei Nishikori aux tours précédents,.
À Roland-Garros, il débute difficilement en étant poussé aux cinq sets lors de ses deux premiers matchs contre Radek Štěpánek (3-6, 3-6, 6-0, 6-3, 7-5) et le jeune Français, Mathias Bourgue (6-2, 2-6, 4-6, 6-2, 6-3). Mais parvient ensuite à se qualifier plus facilement pour les demi-finales en battant notamment la tête de série numéro 15, John Isner (7-69, 6-4, 6-3) en 2 h 41 et la tête de série numéro 12, Richard Gasquet (5-7, 7-63, 6-0, 6-2) en 3 h 23 après avoir été dominé dans les deux premiers sets. Il y retrouve le tenant du titre Stanislas Wawrinka 4e mondial, contre qui il s'impose en quatre sets pour atteindre pour la première fois la finale du tournoi, la dernière qui lui manquait en Grand Chelem,. Il retrouve en finale le no 1 mondial Novak Djokovic, mais s'incline en quatre sets (6-3, 1-6, 2-6, 4-6) en trois heures après avoir remporté le premier set et lancé le combat.

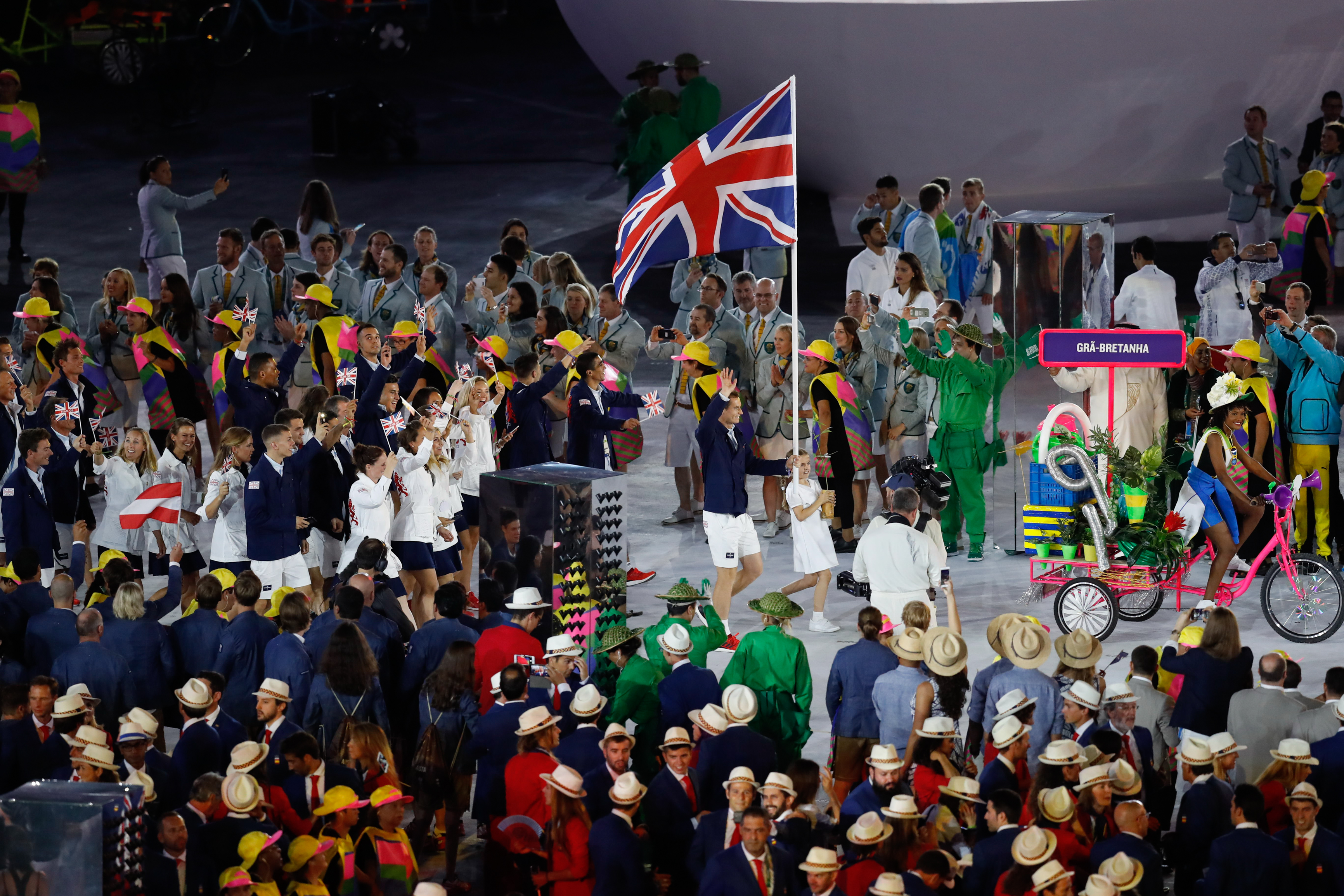
Andy Murray en tant que porte-drapeau à la cérémonie d'ouverture des Jeux olympiques de Rio en 2016.

Peu après, le 12 juin, il annonce reprendre pour coach Ivan Lendl, qui l'avait déjà entraîné entre janvier 2012 et mars 2014, période durant laquelle il avait remporté les Jeux olympiques et l'US Open, en 2012, puis Wimbledon l'année suivante,.
Il remporte son deuxième titre de l'année au Queen's, après une victoire en finale contre le Canadien Milos Raonic (65-7, 6-4, 6-3) en 2 h 12, et ayant battu notamment sur son chemin Nicolas Mahut (7-68, 7-61) et Marin Čilić en demi-finale (6-3, 4-6, 6-3). Avec ce 5e titre à Londres, il devient le recordman de titres du tournoi, devançant des joueurs comme John McEnroe, Boris Becker ou bien Andy Roddick.
Il commence le tournoi de Wimbledon par une victoire contre son compatriote Liam Broady, issu des qualifications, en 3 sets (6-2, 6-3, 6-4). Il enchaîne en écartant Lu Yen-hsun puis John Millman, chacun en 3 sets également (6-3, 6-2, 6-1 et 6-3, 7-5, 6-2). Avant un premier gros test contre le jeune Australien Nick Kyrgios 18e mondial. Il remporte assez facilement le duel, toujours en 3 sets (7-5, 6-1, 6-4) en dominant le match, et retrouve en quarts Jo-Wilfried Tsonga 12e mondial,. Menant 2 sets à 0, il se fait rejoindre à 2 sets partout, puis triomphe finalement en 5 sets (7-610, 6-1, 3-6, 4-6, 6-1) après près de quatre heures de jeu, montrant sa force de caractère. Qualifié pour les demies, il bat Tomáš Berdych 9e mondial en 3 sets (6-3, 6-3, 6-3) en tout juste deux heures, et accède ainsi à sa 3e finale consécutive en Grand Chelem sur une saison, chose qui ne lui était jamais arrivé, mais également sa 3e finale à Wimbledon,. Opposé à Milos Raonic, tête de série no 6 et 7e mondial, il s'impose en 3 sets sur le score de (6-4, 7-63, 7-62) en 2 h 48, sans concéder une seule fois son service, et remporte pour la deuxième fois le trophée londonien ; le troisième Grand Chelem de sa carrière,, le premier depuis 2013. Au classement ATP, Murray consolide sa deuxième place et se rapproche de la 1re.
Pour les Jeux olympiques d'été alors champion olympique en titre, il est désigné porte-drapeau de la délégation britannique à la cérémonie d'ouverture. Il y bat consécutivement Viktor Troicki (6-3, 6-2), Juan Mónaco (6-3, 6-1), Fabio Fognini (6-1, 2-6, 6-3) alors qu'il était mené 6-1, 2-6, 0-3 avant de marquer 6 jeux consécutifs, et Steve Johnson en quart (6-0, 4-6, 7-62) le tout dans des matchs compliqués, où il se montre nerveux et énervé pendant plus de deux heures. Il rallie ainsi la demi-finale contre Kei Nishikori 7e mondial, qu'il bat en 2 sets (6-1, 6-4) épuisé de son match la veille contre Monfils, et s'offre ainsi une seconde finale consécutive aux Jeux olympiques lui assurant une 3e médaille après l'or en simple et l'argent en mixte en 2012. En finale, il bat Juan Martín del Potro 141e mondial, (7-5, 4-6, 6-2, 7-5) en un peu plus de quatre heures d'un combat acharné mais profitant de la fatigue légitime en fin de quatrième manche de l'Argentin, et devient le premier joueur à conserver son titre de champion olympique en simple,.
Il reprend la compétition dès la semaine suivante au Masters de Cincinnati. Il bat successivement Juan Mónaco (6-3, 6-2), puis les grands serveurs Kevin Anderson (6-3, 6-2) et Bernard Tomic (6-4, 6-4) pour se qualifier en demi-finale contre Milos Raonic 6e mondial, qu'il affronte pour la 4e fois en 2016. Il bat le Canadien en 2 sets (6-3, 6-3) au bout d'une heure et demie sans difficulté, et se qualifie ainsi pour sa 7e finale consécutive, la meilleure série de sa carrière. Il rencontre Marin Čilić 14e mondial, et s'incline en 2 sets (4-6, 5-7) au bout d'une heure et demie, ce qui met fin à sa série de 22 victoires consécutives depuis le Queen's, ce qui était sa meilleure série.
À l'US Open, avec l'incertitude de l'état de santé de Novak Djokovic et sa série de finales et victoires en cours, Andy Murray est considéré comme le favori numéro un à une victoire finale. Aux premiers tours, il affronte Lukáš Rosol puis Marcel Granollers qu'il bat facilement en 3 sets (6-3, 6-2, 6-2) et (6-4, 6-1, 6-4). Il connait un premier accroc face à Paolo Lorenzi qu'il bat en 4 sets (7-64, 5-7, 6-2, 6-3) avant de retrouver Grigor Dimitrov en huitièmes de finale qu'il bat facilement en 3 sets (6-1, 6-2, 6-2). Son tournoi s'arrête en quarts de finale où il est battu par Kei Nishikori 7e mondial, en 5 sets (6-1, 4-6, 6-4, 1-6, 5-7) l'empêchant ainsi de faire le Grand Chelem de finales en une saison.

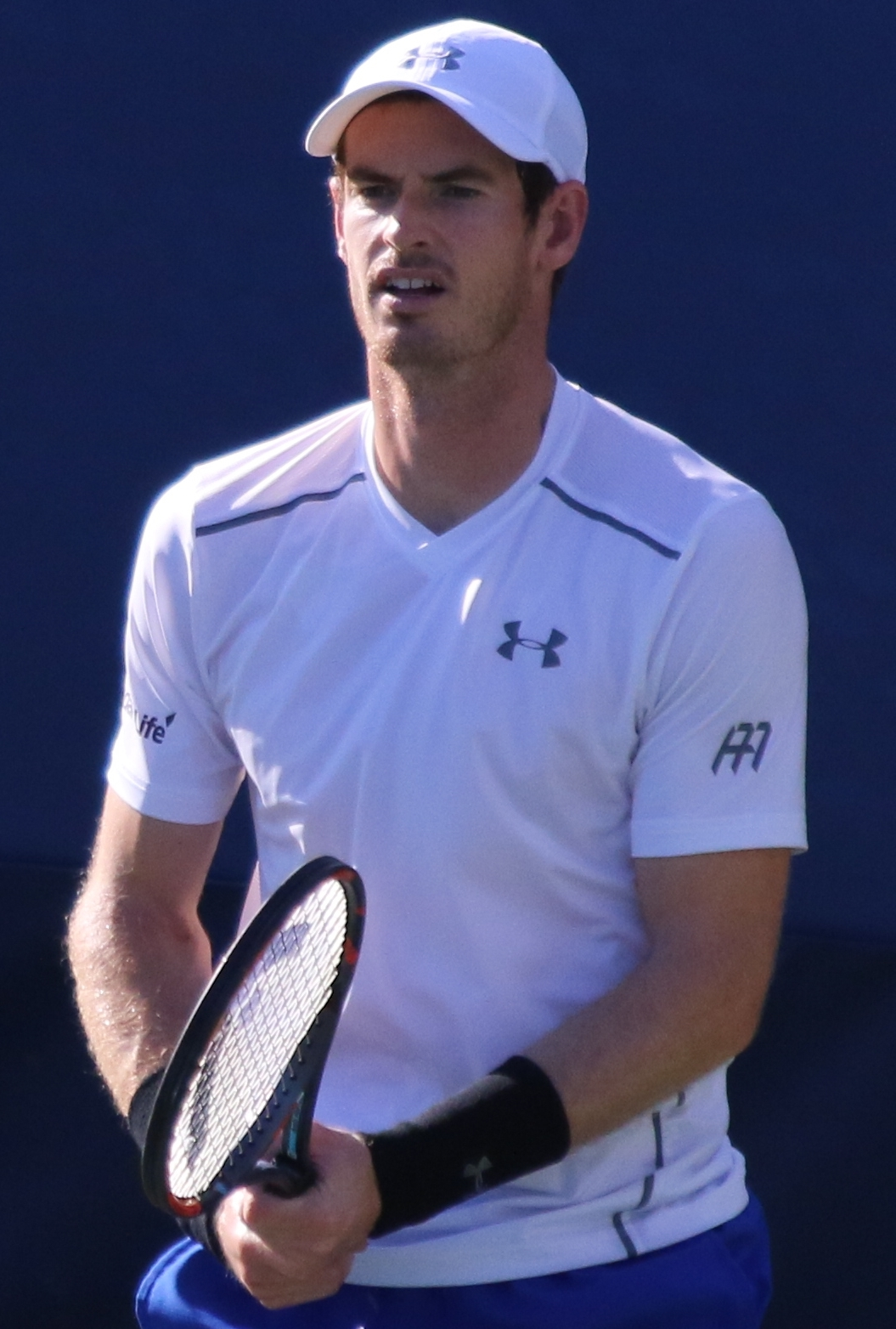
Andy Murray à l'US Open en 2016.

Lors de la demi-finale de Coupe Davis il affronte l'Argentine. Il dispute un match haletant de plus de 5 heures de jeu contre Juan Martín del Potro qu'il perd en 5 sets (4-6, 7-5, 7-65, 3-6, 4-6). Le lendemain, il accompagne son frère Jamie Murray et remporte la rencontre du double. Il bat Guido Pella en trois sets (6-3, 6-2, 6-3), victoire qui ne permet pas à la Grande-Bretagne de se qualifier pour une seconde finale d'affilée.
Il reprend la compétition lors de la tournée asiatique en participant à l'Open de Chine. Il remporte ce tournoi assez facilement sans concéder le moindre set en battant successivement Andreas Seppi (6-2, 7-5), Andrey Kuznetsov (6-2, 6-1), son compatriote Kyle Edmund (7-69, 6-2), David Ferrer (6-2, 6-3) et enfin en finale Grigor Dimitrov 20e mondial (6-4, 7-62) en presque deux heures de jeu. C'est le 5e titre de sa saison et le 40e de sa carrière, ce qui fait de lui le 16e joueur de l'ère Open à atteindre les quarante titres sur le circuit ATP. La semaine suivante, il participe au Masters de Shanghai. Il bat l'Américain Steve Johnson en 2 sets (6-3, 6-2) puis le Français Lucas Pouille et le Belge David Goffin également en 2 sets (6-1, 6-3) et (6-2, 6-2) pour atteindre les demi-finales. Il rencontre le Français Gilles Simon en demi-finale qu'il bat en 2 sets (6-4, 6-3) en éprouvant plus de difficultés dans la deuxième manche. En finale, il est opposé à Roberto Bautista-Agut 19e mondial, qu'il bat également en deux sets (7-61, 6-1) en 1 h 37 pour empocher le 6e titre de sa saison. Il égale son année 2009 avec le plus de titres remportés sur une saison. C'est également son 3e Masters 1000 de Shanghai, égalant le recordman Novak Djokovic et le 13e Masters 1000 de sa carrière. Il revient également à 2415 points de la première place du Serbe, alors qu'il était à 8035 à la sortie du dernier Roland-Garros.
Pour la tournée en salle, il remporte ensuite son 42e titre au tournoi de Vienne en battant en finale Jo-Wilfried Tsonga (6-3, 7-66) après avoir eu du mal lors de ses deux premiers matchs.
Puis au Masters de Paris-Bercy, il passe difficilement en deux heures et demie (6-3, 65-7, 7-5) l'Espagnol Fernando Verdasco, et en huitième, il domine le Français Lucas Pouille (6-3, 6-0). En quart de finale, dans un match compliqué de près de deux heures, il bat le Tchèque Tomáš Berdych (7-69, 7-5) alors qu'il était mené 1-6 dans le tie-break, faisant preuve d'un gros mental pour remporter le set. Il profite du forfait de Milos Raonic touché à une jambe, pour passer en finale et ainsi s'assurer de devenir no 1 mondial pour la première fois de sa carrière. Il devient le 26e numéro un mondial depuis la création du classement ATP en 1973,, ainsi que no 1 le plus âgé (29 ans) à atteindre pour la première fois le sommet de la hiérarchie depuis John Newcombe. Il remporte sa première victoire dans ce tournoi et sa huitième de l'année (son troisième Masters 1000) en battant en finale l'Américain John Isner (6-3, 64-7, 6-4) en 2 h 17 dans un match abouti malgré la ténacité d'Isner, et signant sa 20e victoire de rang,. Cette performance, ce travail accompli, ainsi que le soutien et l'apport énorme de sa famille lui a été bénéfique pour en arriver là. Il est félicité par de grands noms du tennis mais aussi de la musique et du cinéma, et ses projections sont 2017 et la conservation de son trône, même si à 29 ans, il est le plus âgé à goûter pour la première fois à ce statut, ce qui limite forcément ses perspectives.
Pour le dernier tournoi de l'année, le Masters de Londres, avec son nouveau statut, il est placé dans le Groupe John McEnroe avec le no 3 mondial Stanislas Wawrinka, le no 5 Kei Nishikori et le no 7 Marin Čilić. Il gagne son premier match contre le Croate Čilić (6-3, 6-2) sans trop de difficulté malgré un début poussif en une heure et demie. Puis pour son second match, il bat difficilement le Japonais Nishikori (69-7, 6-4, 6-4) au terme d'un match à suspense et d'une grosse intensité bouclé en 3 h 20 de jeu. Enfin il bat Wawrinka en 1 h 26 (6-4, 6-2). Dans le dernier carré, il affronte le no 4 mondial Milos Raonic. Alors mené d'un set et d'un break, il réalise un match fantastique et historique pour le tournoi, avec un énorme suspense et une incroyable intensité dans les coups. Il s'impose au bout de 3 h 38 de jeu (5-7, 7-65, 7-69), ce qui en fait le plus long match de l'histoire du Masters sur un format en deux sets gagnants, et ayant écarté une balle de match, se qualifiant pour la première fois en finale du Masters. En finale, il affronte son nouveau dauphin le Serbe Novak Djokovic. Il s'impose dans un match assez terne (6-3, 6-4) en 1 h 43 profitant des erreurs de son adversaire et de sa grande confiance pour remporter pour la première fois les ATP World Tour Finals au bout de sa huitième participation,. Avec ce résultat il confirme sa place au sommet du classement ATP, invaincu sur le tournoi, et finit également pour la première fois de sa carrière à la première place mondiale, avec un pourcentage de victoires total de 90% sur l'année,.

### 2017 - 2019. Problèmes physiques et déclin

#### 2017. Saison décevante gâchée par les blessures, titre à Dubaï, demi-finale à Roland Garros, fin de saison prématurée et sortie du top 10
Andy Murray est anobli par la Couronne britannique pour ses services rendus au tennis et pour ses actions de charité et sera désormais nommé Sir.
Pour son premier tournoi de l'année, à l'Open de Doha, Andy Murray commence difficilement ses matchs en éprouvant beaucoup de mal à bien servir et concluant les parties contre Jérémy Chardy (6-0, 7-62), Gerald Melzer (7-66, 7-5) en près de deux heures et demie, et Nicolás Almagro (7-64, 7-5) en un peu plus de deux heures. Il se qualifie pour la finale, après sa victoire (6-3, 6-4) sur Tomáš Berdych en 1 h 47 dans son match le plus convaincant de la semaine. Pour le sacre, il affronte son plus fidèle adversaire, son dauphin le Serbe Novak Djokovic, dans une partie à multiples rebondissements de près de trois heures de jeu, après être passé proche de la fin à 3-6, 5-4 et avoir écarté trois balles de match ; Murray est revenu pour remporter la seconde manche avant de lâcher (3-6, 7-5, 4-6). Laissant Djokovic soulever le trophée et remporter leur premier duel de l'année, tout en interrompant sa série de 28 victoires consécutives.
Pour son premier Grand Chelem de l'année, l'Open d'Australie, il réalise d'abord un parcours tranquille, ne perdant aucun set au cours de ses trois premiers matches. Mais il est surpris en huitième de finale par Mischa Zverev 50e mondial, grand frère d'Alexander de retour après de nombreuses blessures l'ayant écarté des courts entre 2010 et 2015. Zverev, déjà vainqueur de la tête de série no 19 John Isner au deuxième tour, l'emporte sur le no 1 mondial en 4 sets (5-7, 7-5, 2-6, 4-6) en 3 h 33.
Il reprend la compétition fin février au tournoi de Dubaï, qu'il remporte contre l'Espagnol Fernando Verdasco sur le score de (6-3, 6-2), glanant ainsi son premier titre de la saison. Mais en étant passé tout proche de la sortie en quart de finale contre Philipp Kohlschreiber, en écartant sept balles de match (64-7, 7-618, 6-1) avec un tie-break du 2e set à rallonge et après 2 h 54 de jeu.
La tournée américaine est un échec pour Murray, avec une élimination d'entrée de tournoi au Masters d'Indian Wells, où il perd (4-6, 65-7) contre le qualifié Vasek Pospisil et un forfait au Masters de Miami à cause d'une blessure au coude droit.
C'est en tant que demi-finaliste sortant qu'Andy Murray participe au Masters de Monte-Carlo. Il gagne difficilement son premier match contre le Luxembourgeois Gilles Müller (7-5, 7-5) puis est battu en 3 sets par Albert Ramos-Viñolas (6-2, 2-6, 5-7), le futur finaliste et surprise du tournoi. La semaine suivante, il reçoit une wild card à l'Open de Barcelone pour retrouver du rythme et de la confiance tout en profitant d'entrée du forfait de Bernard Tomic. Puis il vainc Feliciano López (6-4, 6-4), l'autre Espagnol Albert Ramos-Viñolas, prenant sa revanche (2-6, 6-4, 7-64) après trois heures de match intense. Il perd contre le 9e mondial, Dominic Thiem (2-6, 6-3, 4-6) en 2 h 15, perdant pour la première fois contre l'Autrichien. Il déçoit à nouveau au Masters de Madrid en perdant en huitième contre le lucky loser Borna Ćorić (3-6, 3-6) et au Masters de Rome d'entrée de tournoi contre le local, Fabio Fognini (2-6, 4-6).
Murray arrive à Roland-Garros sans repère et en manque de confiance après ses tournois préparatifs ratés. Ses deux premiers tours sont compliqués en perdant un set à chaque fois, avec un niveau inconstant contre Andrey Kuznetsov (6-4, 4-6, 6-2, 6-0) profitant des crampes du Russe en fin de partie et Martin Kližan (63-7, 6-2, 6-2, 7-63). Après deux sets très serrés dont le premier après une heure et demie de jeu (7-68, 7-5, 6-0), il finit par s'impose en trois heures contre Juan Martín del Potro pour aller en huitième. Puis vainc (6-3, 6-4, 6-4) en 2 h 04 le novice Russe Karen Khachanov à ce stade, et le 9e mondial, Kei Nishikori (2-6, 6-1, 7-60, 6-1) en 2 h 39, où le Japonais a lâché physiquement après la perte de la 3e manche. En demi-finale, après un match marathon et à suspense pendant 4 h 34 sous le soleil de plomb, Murray finit par lâcher physiquement en cinquième manche après la perte de la 4e (7-66, 3-6, 7-5, 63-7, 1-6) face à Stanislas Wawrinka. Il sort de ce match sous les acclamations du stade Chatrier.
Après ce bon tournoi parisien, il commence la période sur gazon avec la défense de ses titres. D'abord au Queen's, il perd de manière surprenante contre l'Australien Jordan Thompson (64-7, 2-6) alors 90e mondial, sans avoir réussi à breaker son adversaire, une première depuis Cincinnati 2015. À Wimbledon, il doit défendre sa place de numéro 1 mondiale, que peuvent lui ravir Rafael Nadal, Stanislas Wawrinka et Novak Djokovic. Murray passe facilement ses deux premiers tours contre Alexander Bublik et Dustin Brown. Puis il éprouve beaucoup de difficultés à battre Fabio Fognini, en perdant un set et en étant mené 2-5 dans la 4e manche avant de l'emporter (6-2, 4-6, 6-1, 7-5). Puis il bat le Français Benoît Paire, (7-61, 6-4, 6-4) en 2 h 21, qui a manqué de réalisme sur les points importants. Il affronte en quart de finale Sam Querrey. Menant les échanges, il lâche physiquement à cause de son problème aux hanches qui l'empêche de bien servir et de se déplacer. Perdant les deux dernières manches en moins d'une heure (6-3, 4-6, 7-64, 1-6, 1-6) en 2 h 42, il perd son titre mais garde sa place au 1er rang mondial après les défaites prématurées des autres prétendants.
Pour la tournée américaine, Andy Murray déclare forfait pour les Masters 1000 de Montréal et Cincinnati et l'US Open, insuffisamment remis de sa blessure à la hanche. Il annonce par la suite début septembre renoncer à la tournée asiatique, puis met définitivement fin à sa saison mi-octobre, avant le Masters de Paris-Bercy.
Il est ainsi assuré de finir la saison hors du top 10, une première depuis 2007. Il finit l'année à la 16e place, avec un seul titre ATP 500 remporté.
Mi-novembre, Andy Murray et son entraîneur Ivan Lendl mettent fin à leur deuxième association.

#### 2018. Opération de la hanche, absence presque totale sur le circuit, sortie du top 100
Pour la saison 2018, annoncé à l'Open de Brisbane et à l'Open d'Australie, Andy est contraint de déclarer forfait en raison de douleurs permanentes à la hanche. Il décide ensuite de se faire opérer pour soigner sa hanche et annonce espérer revenir pour la saison sur gazon.
Il reprend la compétition au tournoi du Queen's où il s'incline au premier tour contre Nick Kyrgios (6-2, 64-7, 5-7). Il enchaîne au tournoi d'Eastbourne où il rencontre dès le premier tour Stanislas Wawrinka qu'il bat facilement (6-1, 6-3) avant d'être éliminé par son compatriote Kyle Edmund. Ne s'estimant pas encore prêt pour jouer des matchs en 3 sets gagnants, il renonce à disputer Wimbledon.
À la suite de ce tournoi, il se retrouve en dehors du top 100 pendant quelques semaines.
Il revient à Washington où il atteint les quarts de finale en battant notamment son compatriote 18e mondial Kyle Edmund mais déclare forfait à ce stade, fatigué par ses trois matchs en quatre jours. Il participe ensuite au Masters de Cincinnati où il est battu au premier tour par Lucas Pouille puis à l'US Open où il bat James Duckworth, avant de s'incliner en 4 sets contre Fernando Verdasco.
Il décide de participer à la tournée asiatique en débutant par le tournoi de Shenzhen. Il y bat le 11e mondial David Goffin en deux sets (6-3, 6-4) avant de s'incliner une nouvelle fois contre Fernando Verdasco. Il annonce mettre fin à sa saison en vue d'avoir une préparation optimale pour la saison 2019. Il finit donc la saison 2018 au-delà du top 100, une première depuis 2004.

#### 2019. Tentative de retour progressif, saison difficile mais titre salvateur à Anvers
Le 10 janvier, n'arrivant toujours pas à soigner sa hanche, il annonce lors d'une conférence de presse sa probable retraite internationale après Wimbledon, sans toutefois être certain d'arriver jusqu'à ce tournoi en juin, compte tenu des douleurs qu'il continue à ressentir en jouant, l'amenant même à dire que l'Open d'Australie 2019 pourrait être le dernier tournoi de sa carrière,. Lors de l'Open d'Australie, il tient la dragée haute à l'Espagnol Roberto Bautista-Agut (4-6, 4-6, 7-65, 7-64, 2-6) en revenant à deux manches partout mais s'inclinant physiquement.
Il fait son retour à la compétition en juin en double au tournoi du Queen's avec Feliciano López et remporte le tournoi. Il joue ensuite plusieurs tournois de double dont Wimbledon sans parvenir à enchaîner 2 victoires.
Il joue son premier tournoi en simple au Masters de Cincinnati où il perd au premier tour contre Richard Gasquet (4-6, 4-6). À la suite de ce match, il déclare ne pas être prêt pour l'US Open qui se déroule deux semaines plus tard et n'y demande donc pas d'invitation.
Apres quelques victoires lors des tournois asiatiques, il remporte son premier titre depuis février 2017 à Anvers. Après avoir disposé de Kimmer Coppejans, Pablo Cuevas, Marius Copil et Ugo Humbert ; il retrouve en finale Stanislas Wawrinka et s'impose (3-6, 6-4, 6-4) après plusieurs retournements de situation dans le troisième set,. Ce titre lui permet de remonter à la 127e place au classement ATP.
Andy Murray remporte l'ATP Awards du come-back de l'année.

### 2020 - 2024. Reprise de confiance et retour au haut niveau

#### 2020: 4 tournois disputés seulement
En raison de sa condition physique et de l'épidémie de Covid-19, la saison 2020 ne commence pour Andy Murray qu'en juin, à l'occasion du tournoi exhibition Battle Of The Brits. Organisé selon la formule du Masters de fin d'année, le tournoi oppose les joueurs britanniques, sans présence de spectateurs ni ramasseurs de balles. Andy Murray finit second du groupe A, avec un bilan de deux victoires pour une défaite. Après avoir disposé de Liam Broady deux sets à rien, il s'incline d'un set face à Kyle Edmund et achève la phase de poule en battant James Ward en deux sets.
Il reprend officiellement lors de la tournée américaine au Masters 1000 de Cincinnati tenu exceptionnellement à New York en raison du Covid-19. Pour son premier match, il se débarrasse de Frances Tiafoe en trois sets (7-66, 3-6, 6-1) puis bat Alexander Zverev en trois sets également (6-3, 3-6, 7-5). C'est le premier Top 10 qu'il bat depuis Roland-Garros 2017. Fatigué, il s'incline au tour suivant contre Milos Raonic en 2 sets (2-6, 2-6), déçu de sa performance.
À l'US Open, alors mené deux manches à rien et mal embarqué dans la troisième, Murray inverse la tendance en réussissant à voir le chemin de la victoire (4-6, 4-6, 7-65, 7-64, 6-4) face au Japonais Yoshihito Nishioka. Il s'incline au second tour (2-6, 3-6, 4-6) face au jeune Félix Auger-Aliassime.
Sur terre battue à Roland-Garros, il fait face à Stanislas Wawrinka pour un premier tour explosif. Cependant, Murray passe à côté du match et s'incline sévèrement en trois petites manches.

#### 2021: 2 victoires sur des top 10
Le 14 janvier, Andy Murray doit renoncer à l'Open d'Australie après avoir été testé positif au Covid-19.
Il perd au premier tour contre Egor Gerasimov à Montpellier. Puis, il joue à Rotterdam et passe un tour avant de perdre face à Andrey Rublev. Par la suite, il joue le tournoi du Queen's et perd au deuxième tour face à Matteo Berrettini. Il se présente à Wimbledon et perd au troisième tour face à Denis Shapovalov.
Lors du tournoi de Cincinnati, il est éliminé au second tour par Hubert Hurkacz. Il joue ensuite le tournoi de Winston-Salem, où il perd au deuxième tour face à Frances Tiafoe. Stéfanos Tsitsipás l'élimine ensuite au premier tour de l'US Open. Il participe au tournoi Metz et se fait éliminer en quart de finale par Hubert Hurkacz. À San Diego, il perd au premier tour face à Casper Ruud. Par la suite, il est éliminé par Alexander Zverev à Indian Wells. Il enchaîne avec plusieurs tournois (Paris, Vienne, Anvers, Stockholm), sans succès.

#### 2022. Nouvelles finales et retour dans le top 100
Andy Murray participe au tournoi de Sydney où il passe Viktor Durasovic (6-3, 6-1), puis la tête de série numéro 2 Nikoloz Basilashvili (6-7, 7-6, 6-3), avant de s'imposer face à David Goffin sur abandon (en gagnant le premier set 6-2) puis face à Reilly Opelka (6-7, 6-4, 6-4). Il échoue en finale face à Aslan Karatsev (6-3, 6-3). Invité à l'Open d'Australie, il bat à nouveau Nikoloz Basilashvili puis échoue face au Japonais Taro Daniel.
Le 7 février, il réintègre le top 100 du classement ATP pour la première fois depuis juillet 2018.
Il se présente ensuite au tournoi de Rotterdam, où il passe un tour avant d'être éliminé par Félix Auger-Aliassime. Invité à Dubaï, il y bat Christopher O'Connell (6-7, 6-3, 7-5) puis échoue face à Jannik Sinner (7-5, 6-2). Mais la polémique se fait de plus en plus entendre, puisque Murray a profité de 30 invitations sur ses 42 derniers tournois qu'il a disputés.
De nouveau invité, il se présente à Indian Wells où il fait face à Taro Daniel pour la troisième fois de la saison et s'impose contre le Japonais. Alexander Bublik l'élimine au tour suivant. Il est ensuite invité à Miami où il est battu au deuxième tour par le numéro 2 mondial Daniil Medvedev.
Durant le mois de mai, après un forfait en huitième de finale à Madrid à cause d'une maladie, il fait l'impasse sur les Internationaux de France pour se concentrer sur le tournoi de Wimbledon.
Il fait son retour au tournoi Challenger de Surbiton où il échoue en demi-finale contre Denis Kudla. Au tournoi de Stuttgart, il élimine en quarts de finale le numéro 5 mondial Stéfanos Tsitsipás puis se qualifie pour une deuxième finale cette saison, qu'il perd à nouveau, contre le 10e mondial Matteo Berrettini. Dans les jours qui suivent, il déclare forfait pour le tournoi du Queen's, victime d'une blessure aux abdominaux contractée lors de la finale de Stuttgart.

#### 2023. Finale à Doha et victoires sur le circuit secondaire
Invité, fin février, par les organisateurs du tournoi de Doha, il s'impose à chaque fois en trois sets contre l'Italien Lorenzo Sonego (4-6, 6-1, 7-6) en sauvant 3 balles de match, l'Allemand Alexander Zverev (7-6, 2-6, 7-5), le qualifié Alexandre Müller (4-6, 6-1, 6-2) et le Tchèque Jiří Lehečka, récent quart de finaliste à l'Open d'Australie dans un duel où il sauve cinq balles de match (6-0, 3-6, 7-66). Il atteint sa première finale de l'année qu'il dispute contre l'ancien numéro un mondial Daniil Medvedev et s'incline en deux sets (4-6, 4-6). Il réalise aussi un exploit assez honorable à son âge en disputant 7 matchs d'affilée de plus de 2 sets. En effet, en janvier lors de l'Open d'Australie, il avait battu au premier tour l'Italien Matteo Berrettini, 13e tête de série du tournoi, en près de 5 heures de match et en sauvant une balle de match puis au deuxième tour le local Thanasi Kokkinakis après avoir été mené 2 sets à 0 (4-6, 64-7, 7-65, 6-3, 7-5) dans un match de plus de 5 h 50 et se terminant après 4 heures du matin (ce match est le deuxième plus long de l'histoire de l'Open d'Australie derrière la finale Nadal-Djokovic de l'édition 2012) et au troisième tour, il s'était incliné face à l'Espagnol Roberto Bautista-Agut en 4 sets (1-6, 7-67, 3-6, 4-6).
Le 7 mai, Andy Murray remporte le tournoi Challenger d'Aix-en-Provence en battant en finale l'Américain Tommy Paul (17e mondial) 2-6, 6-1, 6-2, pour signer son premier succès à ce niveau depuis près de dix-huit ans. Il n'avait plus remporté de tournoi depuis sa victoire à Anvers en octobre 2019. Ce succès lui permet de réintégrer le top 50 mondial (42e au classement ATP). Il déclare forfait à Roland-Garros pour, selon la BBC, prioriser la saison de tournois sur gazon.
Murray commence sa saison sur gazon avec le Challenger de Surbiton, où il décroche son deuxième titre en 2023 après avoir battu Jurij Rodionov en finale. Le 18 juin, Andy Murray remporte le Challenger de Nottingham à Nottingham, tournoi disputé sur gazon et doté de 145 000 euros, en battant en finale le Français Arthur Cazaux (6-4, 6-4).
Le 20 juin, Andy Murray est rapidement battu au premier tour de l'ATP 500 du Queen's par Alex de Minaur (6–3, 6–1). Cette défaite met fin à une série de 10 victoires sur gazon.
En novembre, Andy Murray met fin à sa troisième association avec Ivan Lendl.

#### 2024. Fin de carrière
Andy Murray perd d'entrée au tournoi de Brisbane contre Grigor Dimitrov et à l'Open d'Australie contre Tomás Martín Etcheverry. Il remporte son premier match à Doha contre le Français Alexandre Müller puis s'incline contre le jeune Tchèque Jakub Menšík. À Dubaï, il remporte son premier tour contre Denis Shapovalov pour signer la 500e victoire sur dur de sa carrière, devenant le 5e joueur à atteindre ce total. Après sa défaite au tour suivant, il annonce qu'il prendrait probablement sa retraite cette année.
Battu en mars au troisième tour à Miami par Tomáš Macháč, il se blesse lors de la rencontre et est atteint d'une rupture d'un ligament talo-fibulaire antérieur et d'une rupture partielle d'un ligament calcanéo-fibulaire. Il est contraint à une absence d'une « durée indéterminée ». De retour en mai, il est éliminé au premier tour de Roland-Garros par Stanislas Wawrinka en trois sets.
Blessé au dos, Murray abandonne face à Jordan Thompson au deuxième tour du tournoi du Queen's. Opéré de son dos trois jours plus tard, sa convalescence est alors évaluée à six semaines. Initialement annoncé forfait pour Wimbledon, il figure bien dans le tableau du simple au moment du tirage au sort avant de déclarer forfait. Il s'aligne en revanche en double aux côtés de son frère Jamie et les deux joueurs sont battus au premier tour par les Australiens Rinky Hijikata et John Peers pour ce qui constitue le dernier match en carrière d'Andy Murray sur le site londonien.
Avant le début du tournoi olympique, il annonce que ce sera son dernier tournoi. Il décide de renoncer à participer au simple et de se focaliser sur le double où il est associé à Daniel Evans. Après des victoires contre les Japonais Taro Daniel et Kei Nishikori et les Belges Sander Gillé et Joran Vliegen, à chaque fois en sauvant des balles de match, Murray dispute le dernier match de sa carrière en quart de finale, où la paire britannique est battue par les Américains Taylor Fritz et Tommy Paul (6-2, 6-4).

## Style de jeu et équipement

Logo d'Andy Murray depuis le 15 janvier 2016, figurant sur ses différents accessoires.

Andy Murray est un joueur particulièrement complet techniquement, maîtrisant tous les coups du tennis. De surcroît, sa vision du jeu est également un avantage important. Il est considéré comme l'un des meilleurs tacticiens du circuit actuel, il réussit à surprendre ses adversaires en alternant des coups très différents (contrepieds, variations en slice de revers, amorties masquées…), ce qui rend son jeu très gênant pour ses adversaires.
Le jeu d'Andy Murray est principalement axé sur la défense : il compte avant tout sur la qualité de ses déplacements, ses passing-shots ingénieux et souvent spectaculaires, son habileté à renvoyer les balles adverses, et son sens tactique pour pousser ses adversaires à la faute et éviter d'être pris à contre-pied, sa lecture du jeu étant une de ses armes principales. Sa défense lui vaut d'aller chercher des balles quasi impossibles et de produire des échanges spectaculaires. Ce n'est pas simplement un contreur, il juge parfois qu'il est nécessaire d'être plus agressif et renforce ses frappes de balles pour jouer long de ligne. Enfin, une autre de ses qualités est l'endurance, il est capable de jouer des matchs de plus de trois heures à très haute cadence comme lors de la demi-finale de Masters Cup 2010 contre Rafael Nadal.
Son revers à deux mains est probablement l'un des meilleurs du circuit avec celui de Novak Djokovic, puissant et solide, aussi bien lorsqu'il est croisé que lorsqu'il est décroisé. En revanche, son coup droit est parfois considéré comme son point faible. Certains joueurs comme Rafael Nadal n'hésitent d'ailleurs pas à exploiter ce point faible comme à Wimbledon en 2010, où la majorité des coups de l'Espagnol étaient portés sur le coup droit de Murray afin de provoquer des retours courts et d'éventuelles fautes directes.
Murray a un excellent service et celui-ci fait partie de ses points forts : il est plutôt puissant (souvent chronométré aux alentours de 215 km/h) et régulier (son pourcentage de première balle est souvent excellent). Murray arrive à varier les zones et les effets avec son service, ce qui lui permet de réussir des aces même en seconde balle. Cependant, cette prise de risque le pousse parfois à la double faute sur certains points importants. Son retour de service est aussi d'excellente qualité (il est considéré avec Novak Djokovic et Rafael Nadal comme l'un des meilleurs retourneurs du monde avec par exemple plus de 35 % de points gagnés sur première balle et plus de 56 % sur seconde balle sur l'année 2012).
Sa volée est correcte, basée sur d'excellents réflexes et une grande longueur de bras qui lui permet de s'étirer sur les lobs ou passing-shots adverses. Cependant, Murray ne monte au filet quasiment que pour finir le point, préférant rester dans sa zone de confort : loin derrière sa ligne de fond de court.
Son coup favori est l'amorti, un coup dont il abuse parfois mais qu'il maîtrise parfaitement.
Sa surface favorite est le dur. Il a aussi eu de très bons résultats sur herbe, en remportant le Tournoi du Queen's à plusieurs reprises et Wimbledon en 2013 et 2016, en ayant gagné respectivement contre Novak Djokovic et Milos Raonic. Il est moins performant sur terre battue car il ne maîtrise pas la glissade et manque de puissance dans ses frappes. Cependant, il est familier avec la surface : son entraînement à Barcelone se faisait principalement sur terre battue ce qui l'aide à rejoindre les quarts de finale du tournoi de Internationaux de France de tennis en 2009 où il s'incline contre un spécialiste de la surface, Fernando González. Pour améliorer ses performances sur cette surface, il travaille avec Àlex Corretja, finaliste de l'édition 2001 de Internationaux de France de tennis. Malgré la fin de leur association, le Britannique semble avoir retenu la leçon et atteint en 2011 les demi-finales des Internationaux de France de tennis où il s'incline contre le futur vainqueur du tournoi, Rafael Nadal, contre lequel il n'a pas démérité. Globalement, sa saison sur terre battue est d'ailleurs très concluante (2 demi-finales en Masters, une en Grand Chelem). Il disputera même plus tard, en 2016, la finale de Roland Garros.
Murray joue avec la raquette Youtek IG Radical Pro de la marque Head. Au printemps 2024, il change de raquette pour en utiliser une de la marque Yonex. Il était sous contrat habillement avec Adidas entre 2010 et 2014, après avoir quitté l'équipementier Fred Perry, du nom du créateur et ancien champion de tennis britannique. Depuis 2015, il est habillé par l'entreprise américaine Under Armour. Pour sa dernière année sur le circuit, il choisit la marque Castore (en). Par ailleurs, à la suite d'entorses récurrentes entraînant une fragilisation, Murray a la particularité de jouer avec des chevillères à ses deux chevilles.

## Palmarès et parcours dans les principales compétitions

### Palmarès
Andy Murray a remporté 46 titres en simple et 3 titres en double. Il a perdu 24 finales en simple, 2 en double et 2 autres en double mixte. Il a remporté 3 titres du Grand Chelem dont 2 fois celui de Wimbledon. Il a en outre été finaliste dans tous les tournois de cette catégorie dont 5 fois à l'Open d'Australie. Aux Jeux olympiques, il remporte deux médailles d'or consécutives en simple, ce qui fait de lui le recordman dans cette catégorie, en plus d'être le joueur de tennis masculin le plus titré aux Jeux olympiques toutes catégories, en prenant en compte sa médaille d'argent remportée en 2012 en double mixte avec Laura Robson. En 2015, avec l'équipe de Grande-Bretagne, il remporte la Coupe Davis. Victorieux dans quatorze tournois Masters 1000, il n'en manque que deux à son palmarès (Indian Wells et Monte-Carlo) pour réaliser le « Career Golden Master ». En 2016, il remporte le Masters et consécutivement le titre de champion du monde. Toujours avec Laura Robson, il a été finaliste de la Hopman Cup en 2010.

#### Synthèse du parcours dans les principales compétitions
| Année            | 2005 | 2006 | 2007 | 2008 | 2009 | 2010 | 2011 | 2012                           | 2013 | 2014 | 2015 | 2016                           | 2017 | 2018 | 2019 | 2020 | 2021 | 2022 | 2023 | 2024 |
| ---------------- | ---- | ---- | ---- | ---- | ---- | ---- | ---- | ------------------------------ | ---- | ---- | ---- | ------------------------------ | ---- | ---- | ---- | ---- | ---- | ---- | ---- | ---- |
| Open d'Australie | -    | 1T   | 1/8  | 1T   | 1/8  | F    | F    | 1/2                            | F    | 1/4  | F    | F                              | 1/8  | -    | 1T   | -    | -    | 2T   | 3T   | 1T   |
| Roland-Garros    | -    | 1T   | -    | 3T   | 1/4  | 1/8  | 1/2  | 1/4                            | -    | 1/2  | 1/2  | F                              | 1/2  | -    | -    | 1T   | -    | -    | -    | 1T   |
| Wimbledon        | 3T   | 1/8  | -    | 1/4  | 1/2  | 1/2  | 1/2  | F                              | V    | 1/4  | 1/2  | V                              | 1/4  | -    | -    | An.  | 3T   | 2T   | 2T   | -    |
| US Open          | 2T   | 1/8  | 3T   | F    | 1/8  | 3T   | 1/2  | V                              | 1/4  | 1/4  | 1/8  | 1/4                            | -    | 2T   | -    | 2T   | 1T   | 3T   | 2T   | -    |
| ATP Finals       | -    | -    | -    | 1/2  | RR   | 1/2  | RR   | 1/2                            | Fft  | RR   | RR   | V                              | -    | -    | -    | -    | -    | -    | -    | -    |
| JO               |      |      |      | 1T   |      |      |      | Médaille d'or, Jeux olympiques |      |      |      | Médaille d'or, Jeux olympiques |      |      |      |      | -    |      |      | -    |

### Parcours dans les tournois duGrand Chelem

#### Titres (3)
| Année | Tournoi       | Adversaire en finale | Score                     |
| 2012  | US Open       | Novak Djokovic       | 7-610, 7-5, 2-6, 3-6, 6-2 |
| 2013  | Wimbledon     | Novak Djokovic       | 6-4, 7-5, 6-4             |
| 2016  | Wimbledon (2) | Milos Raonic         | 6-4, 7-63, 7-62           |

#### Finales (8)
| Année | Tournoi              | Adversaire en finale | Score                |
| 2008  | US Open              | Roger Federer        | 2-6, 5-7, 2-6        |
| 2010  | Open d'Australie     | Roger Federer        | 3-6, 4-6, 611-7      |
| 2011  | Open d'Australie (2) | Novak Djokovic       | 4-6, 2-6, 3-6        |
| 2012  | Wimbledon            | Roger Federer        | 6-4, 5-7, 3-6, 4-6   |
| 2013  | Open d'Australie (3) | Novak Djokovic       | 7-62, 63-7, 3-6, 2-6 |
| 2015  | Open d'Australie (4) | Novak Djokovic       | 65-7, 7-64, 3-6, 0-6 |
| 2016  | Open d'Australie (5) | Novak Djokovic       | 1-6, 5-7, 63-7       |
| 2016  | Roland-Garros        | Novak Djokovic       | 6-3, 1-6, 2-6, 4-6   |

#### Parcours en simple
| Année | Open d'Australie | Open d'Australie | Internationaux de France | Internationaux de France | Wimbledon      | Wimbledon          | US Open         | US Open            |
| ----- | ---------------- | ---------------- | ------------------------ | ------------------------ | -------------- | ------------------ | --------------- | ------------------ |
| 2005  | —                | —                | —                        | —                        | 3e tour (1/16) | David Nalbandian   | 2e tour (1/32)  | Arnaud Clément     |
| 2006  | 1er tour (1/64)  | J. I. Chela      | 1er tour (1/64)          | Gaël Monfils             | 1/8 de finale  | Márcos Baghdatís   | 1/8 de finale   | N. Davydenko       |
| 2007  | 1/8 de finale    | Rafael Nadal     | —                        | —                        | —              | —                  | 3e tour (1/16)  | Lee Hyung-taik     |
| 2008  | 1er tour (1/64)  | J.-W. Tsonga     | 3e tour (1/16)           | Nicolás Almagro          | 1/4 de finale  | Rafael Nadal       | Finale          | Roger Federer      |
| 2009  | 1/8 de finale    | F. Verdasco      | 1/4 de finale            | F. González              | 1/2 finale     | Andy Roddick       | 1/8 de finale   | Marin Čilić        |
| 2010  | Finale           | Roger Federer    | 1/8 de finale            | Tomáš Berdych            | 1/2 finale     | Rafael Nadal       | 3e tour (1/16)  | S. Wawrinka        |
| 2011  | Finale           | Novak Djokovic   | 1/2 finale               | Rafael Nadal             | 1/2 finale     | Rafael Nadal       | 1/2 finale      | Rafael Nadal       |
| 2012  | 1/2 finale       | Novak Djokovic   | 1/4 de finale            | David Ferrer             | Finale         | Roger Federer      | Victoire        | Novak Djokovic     |
| 2013  | Finale           | Novak Djokovic   | —                        | —                        | Victoire       | Novak Djokovic     | 1/4 de finale   | S. Wawrinka        |
| 2014  | 1/4 de finale    | Roger Federer    | 1/2 finale               | Rafael Nadal             | 1/4 de finale  | Grigor Dimitrov    | 1/4 de finale   | Novak Djokovic     |
| 2015  | Finale           | Novak Djokovic   | 1/2 finale               | Novak Djokovic           | 1/2 finale     | Roger Federer      | 1/8 de finale   | Kevin Anderson     |
| 2016  | Finale           | Novak Djokovic   | Finale                   | Novak Djokovic           | Victoire       | Milos Raonic       | 1/4 de finale   | Kei Nishikori      |
| 2017  | 1/8 de finale    | Mischa Zverev    | 1/2 finale               | S. Wawrinka              | 1/4 de finale  | Sam Querrey        | —               | —                  |
| 2018  | —                | —                | —                        | —                        | —              | —                  | 2e tour (1/32)  | F. Verdasco        |
| 2019  | 1er tour (1/64)  | R. Bautista-Agut | —                        | —                        | —              | —                  | —               | —                  |
| 2020  | —                | —                | 1er tour (1/64)          | S. Wawrinka              | Annulé         | Annulé             | 2e tour (1/32)  | F. Auger-Aliassime |
| 2021  | —                | —                | —                        | —                        | 3e tour (1/16) | Denis Shapovalov   | 1er tour (1/64) | Stéfanos Tsitsipás |
| 2022  | 2e tour (1/32)   | Taro Daniel      | —                        | —                        | 2e tour (1/32) | John Isner         | 3e tour (1/16)  | Matteo Berrettini  |
| 2023  | 3e tour (1/16)   | R. Bautista-Agut | —                        | —                        | 2e tour (1/32) | Stéfanos Tsitsipás | 2e tour (1/32)  | Grigor Dimitrov    |
| 2024  | 1er tour (1/64)  | T. M. Etcheverry | 1er tour (1/64)          | S. Wawrinka              | —              | —                  | —               | —                  |

N.B. : à droite du résultat se trouve le nom de l'ultime adversaire.

#### Parcours en double messieurs
| Année | Open d'Australie                                                                    | Open d'Australie                                                              | Internationaux de France                                                          | Internationaux de France                                                          | Wimbledon                                                                                 | Wimbledon | US Open                                                                           | US Open |
| ----- | ----------------------------------------------------------------------------------- | ----------------------------------------------------------------------------- | --------------------------------------------------------------------------------- | --------------------------------------------------------------------------------- | ----------------------------------------------------------------------------------------- | --------- | --------------------------------------------------------------------------------- | ------- |
| 2005  | —                                                                                   | —                                                                             | —                                                                                 | —                                                                                 | 1er tour (1/32) D. Sherwood \|\| style="text-align:left;" \| M. Damm M. Hood              | —         | —                                                                                 |         |
| 2006  | 1er tour (1/32) N. Djokovic \|\| style="text-align:left;" \| F. Santoro N. Zimonjić | 2e tour (1/16) J. Auckland \|\| style="text-align:left;" \| B. Bryan M. Bryan | —                                                                                 | —                                                                                 | 1er tour (1/32) J. Auckland \|\| style="text-align:left;" \| A. Fisher T. Phillips        |           |                                                                                   |         |
|       |                                                                                     |                                                                               |                                                                                   |                                                                                   |                                                                                           |           |                                                                                   |         |
| 2008  | —                                                                                   | —                                                                             | —                                                                                 | —                                                                                 | —                                                                                         | —         | 2e tour (1/16) R. Hutchins \|\| style="text-align:left;" \| D. Nestor N. Zimonjić |         |
|       |                                                                                     |                                                                               |                                                                                   |                                                                                   |                                                                                           |           |                                                                                   |         |
| 2019  | —                                                                                   | —                                                                             | —                                                                                 | —                                                                                 | 2e tour (1/16) P.-H. Herbert \|\| style="text-align:left;" \| Nikola Mektić Franko Škugor | —         | —                                                                                 |         |
|       |                                                                                     |                                                                               |                                                                                   |                                                                                   |                                                                                           |           |                                                                                   |         |
| 2024  | —                                                                                   | —                                                                             | 1er tour (1/32) D. Evans \|\| style="text-align:left;" \| S. Báez T. Seyboth Wild | 1er tour (1/32) J. Murray \|\| style="text-align:left;" \| R. Hijikata John Peers | —                                                                                         | —         |                                                                                   |         |

N.B. : le nom du partenaire se trouve sous le résultat ; le nom des ultimes adversaires se trouve à droite.

#### Parcours en double mixte
| Année | Open d'Australie | Open d'Australie | Internationaux de France | Internationaux de France | Wimbledon                                                                        | Wimbledon                 | US Open | US Open |
| ----- | ---------------- | ---------------- | ------------------------ | ------------------------ | -------------------------------------------------------------------------------- | ------------------------- | ------- | ------- |
| 2005  | —                | —                | —                        | —                        | 1er tour (1/32) S. Peer                                                          | E. Gagliardi L. A. Ker    | —       | —       |
| 2006  | —                | —                | —                        | —                        | 2e tour (1/16) K. Flipkens                                                       | A.-L. Grönefeld F. Čermák | —       | —       |
|       |                  |                  |                          |                          |                                                                                  |                           |         |         |
| 2019  | —                | —                | —                        | —                        | 3e tour (1/8) S. Williams \|\| style="text-align:left;" \| N. Melichar B. Soares | —                         | —       |         |

N.B. : le nom de la partenaire se trouve sous le résultat ; le nom des ultimes adversaires se trouve à droite.

### Parcours auMasters
| Année | Lieu     | Résultat         | Victoires - défaites | Ultime adversaire |
| ----- | -------- | ---------------- | -------------------- | ----------------- |
| 2008  | Shanghai | Demi-finaliste   | 2 V - 2 D            | Nikolay Davydenko |
| 2009  | Londres  | Poules           | 2 V - 1 D            | —                 |
| 2010  | Londres  | Demi-finaliste   | 2 V - 2 D            | Rafael Nadal      |
| 2011  | Londres  | Poules (forfait) | 0 V - 1 D            | —                 |
| 2012  | Londres  | Demi-finaliste   | 2 V - 2 D            | Roger Federer     |
| 2013  | Londres  | Forfait          | Forfait              | Forfait           |
| 2014  | Londres  | Poules           | 1 V - 2 D            | —                 |
| 2015  | Londres  | Poules           | 1 V - 2 D            | —                 |
| 2016  | Londres  | Vainqueur        | 5 V - 0 D            | Novak Djokovic    |

### Parcours dans lesMasters 1000
En simple
| Année | Indian Wells                  | Miami                     | Monte-Carlo               | Rome                      | Hambourg                      | Canada                     | Cincinnati               | Madrid                    | Paris                       |
| ----- | ----------------------------- | ------------------------- | ------------------------- | ------------------------- | ----------------------------- | -------------------------- | ------------------------ | ------------------------- | --------------------------- |
| 2005  | —                             | —                         | —                         | —                         | —                             | —                          | 2e tour Marat Safin      | —                         | —                           |
| 2006  | 2e tour N. Davydenko          | 1er tour S. Wawrinka      | 1er tour J.-R. Lisnard    | 1er tour F. Volandri      | 2e tour J. Blake              | 1/2 finale R. Gasquet      | 1/4 de finale A. Roddick | 1/8 de finale N. Djokovic | 1/8 de finale D. Hrbatý     |
| 2007  | 1/2 finale N. Djokovic        | 1/2 finale N. Djokovic    | —                         | 1er tour G. Simon         | 1er tour F. Volandri          | 2e tour F. Fognini         | 1er tour M. Baghdatís    | 1/8 de finale R. Nadal    | 1/4 de finale R. Gasquet    |
| 2008  | 1/8 de finale Tommy Haas      | 2e tour Mario Ančić       | 1/8 de finale N. Djokovic | 2e tour S. Wawrinka       | 1/8 de finale R. Nadal        | 1/2 finale R. Nadal        | Victoire N. Djokovic     | Victoire G. Simon         | 1/4 de finale D. Nalbandian |
|       | Indian Wells                  | Miami                     | Monte-Carlo               | Rome                      | Madrid                        | Canada                     | Cincinnati               | Shanghai                  | Paris                       |
| 2009  | Finale R. Nadal               | Victoire N. Djokovic      | 1/2 finale R. Nadal       | 2e tour Juan Mónaco       | 1/4 de finale J. M. del Potro | Victoire J. M. del Potro   | 1/2 finale R. Federer    | —                         | 1/8 de finale R. Štěpánek   |
| 2010  | 1/4 de finale R. Söderling    | 2e tour Mardy Fish        | 2e tour Kohlschreiber     | 1/8 de finale D. Ferrer   | 1/4 de finale D. Ferrer       | Victoire R. Federer        | 1/4 de finale Mardy Fish | Victoire R. Federer       | 1/4 de finale G. Monfils    |
|       | Indian Wells                  | Miami                     | Monte-Carlo               | Madrid                    | Rome                          | Canada                     | Cincinnati               | Shanghai                  | Paris                       |
| 2011  | 2e tour D. Young              | 2e tour A. Bogomolov      | 1/2 finale R. Nadal       | 1/8 de finale T. Bellucci | 1/2 finale N. Djokovic        | 2e tour K. Anderson        | Victoire N. Djokovic     | Victoire D. Ferrer        | 1/4 de finale T. Berdych    |
| 2012  | 2e tour G. García             | Finale N. Djokovic        | 1/4 de finale T. Berdych  | —                         | 1/8 de finale R. Gasquet      | 1/8 de finale Forfait      | 1/8 de finale J. Chardy  | Finale N. Djokovic        | 1/8 de finale J. Janowicz   |
| 2013  | 1/4 de finale J. M. del Potro | Victoire D. Ferrer        | 1/8 de finale S. Wawrinka | 1/4 de finale T. Berdych  | 2e tour M. Granollers         | 1/8 de finale E. Gulbis    | 1/4 de finale T. Berdych | —                         | —                           |
| 2014  | 1/8 de finale M. Raonic       | 1/4 de finale N. Djokovic | —                         | 1/8 de finale S. Giraldo  | 1/4 de finale R. Nadal        | 1/4 de finale J.-W. Tsonga | 1/4 de finale R. Federer | 1/8 de finale D. Ferrer   | 1/4 de finale N. Djokovic   |
| 2015  | 1/2 finale N. Djokovic        | Finale N. Djokovic        | —                         | Victoire R. Nadal         | 1/8 de finale Forfait         | Victoire N. Djokovic       | 1/2 finale R. Federer    | 1/2 finale N. Djokovic    | Finale N. Djokovic          |
| 2016  | 3e tour F. Delbonis           | 3e tour G. Dimitrov       | 1/2 finale R. Nadal       | Finale N. Djokovic        | Victoire N. Djokovic          | —                          | Finale Marin Čilić       | Victoire R. Bautista      | Victoire John Isner         |
| 2017  | 2e tour V. Pospisil           | —                         | 1/8 de finale A. Ramos    | 1/8 de finale Borna Ćorić | 2e tour F. Fognini            | —                          | —                        | —                         | —                           |
| 2018  | —                             | —                         | —                         | —                         | —                             | —                          | 1er tour L. Pouille      | —                         | —                           |
| 2019  | —                             | —                         | —                         | —                         | —                             | —                          | 1er tour R. Gasquet      | 2e tour F. Fognini        | —                           |
| 2020  | n.o.                          | n.o.                      | n.o.                      | n.o.                      | —                             | n.o.                       | 1/8 de finale M. Raonic  | n.o.                      | —                           |
| 2021  | 3e tour A. Zverev             | —                         | —                         | —                         | —                             | —                          | 2e tour H. Hurkacz       | n.o.                      | 1er tour D. Köpfer          |
| 2022  | 2e tour A. Bublik             | 2e tour D. Medvedev       | —                         | 1/8 de finale Forfait     | —                             | 1er tour T. Fritz          | 2e tour C. Norrie        | n.o.                      | 1er tour G. Simon           |
| 2023  | 3e tour J. Draper             | 1er tour D. Lajović       | 1er tour A. de Minaur     | 1er tour A. Vavassori     | 1er tour F. Fognini           | 1/8 de finale Forfait      | —                        | 1er tour R. Safiullin     | 1er tour A. de Minaur       |
| 2024  | 2e tour A. Rublev             | 3e tour T. Macháč         | —                         | —                         | —                             | —                          | —                        | —                         | —                           |

N.B. : sous le résultat se trouve le nom de l’ultime adversaire.

### Parcours dans les compétitions par équipes nationales

#### En Coupe Davis
Andy Murray est sélectionné pour la première fois dans l'équipe de Grande-Bretagne de Coupe Davis en 2004.
Avec ses coéquipiers britanniques, il permet à son pays de remporter la compétition en 2015 en battant en finale la Belgique.

#### AuxJeux olympiques
|                 | 2008 (Pékin)            | 2008 (Pékin)         | 2012 (Londres)           | 2012 (Londres)               | 2016 (Rio de Janeiro)            | 2016 (Rio de Janeiro)            | 2020 (Tokyo)               | 2020 (Tokyo)      | 2024 (Paris)           | 2024 (Paris)     |
| --------------- | ----------------------- | -------------------- | ------------------------ | ---------------------------- | -------------------------------- | -------------------------------- | -------------------------- | ----------------- | ---------------------- | ---------------- |
| En simple       | 1er tour Lu Yen-hsun    | 1er tour Lu Yen-hsun | Victoire · Roger Federer | Victoire · Roger Federer     | Victoire · Juan Martín del Potro | Victoire · Juan Martín del Potro | —                          | —                 | —                      | —                |
| En double       | 1/8 de finale J. Murray | A. Clément M. Llodra | 1er tour J. Murray       | J. Melzer A. Peya            | 1er tour J. Murray               | T. Bellucci André Sá             | 1/4 de finale J. Salisbury | M. Čilić I. Dodig | 1/4 de finale D. Evans | T. Fritz T. Paul |
| En double mixte | —                       | —                    | Finale · Laura Robson    | Victoria Azarenka Max Mirnyi | 1/4 de finale H. Watson          | Sania Mirza Rohan Bopanna        | —                          | —                 | —                      | —                |

#### EnHopman Cup
| Édition | Partenaire     | Parcours         | Ultime Adversaire |
| ------- | -------------- | ---------------- | ----------------- |
| 2010    | Laura Robson   | Finale           | Espagne           |
| 2011    | Laura Robson   | Phase de groupes | —                 |
| 2015    | Heather Watson | Phase de groupes | —                 |
| 2016    | Heather Watson | Phase de groupes | —                 |

## Performances sportives

### Confrontations avec ses principaux adversaires
Confrontations lors des différents tournois ATP et en Coupe Davis avec ses principaux adversaires (10 confrontations minimum et avoir été membre du top 10). Classement par pourcentage de victoires. Situation au 1er septembre 2023 :
Les joueurs retraités sont en gris.
| Joueur                | Meilleur classement | Confrontations | Victoires | Défaites | Pourcentage de victoires | Dernière confrontation                                 |
| --------------------- | ------------------- | -------------- | --------- | -------- | ------------------------ | ------------------------------------------------------ |
| Rafael Nadal          | 1                   | 24             | 7         | 17       | 29,2                     | victoire (7-5, 6-4) au Masters de Madrid 2016          |
| Novak Djokovic        | 1                   | 36             | 11        | 25       | 30,6                     | défaite (3-6, 7-5, 4-6) au tournoi de Doha 2017        |
| Roger Federer         | 1                   | 25             | 11        | 14       | 44                       | défaite (4-6, 66-7) au Masters de Cincinnati 2015      |
| Stanislas Wawrinka    | 3                   | 23             | 13        | 10       | 56,5                     | défaite (4-6, 4-6, 2-6) à Roland-Garros 2024           |
| Nikolay Davydenko     | 3                   | 10             | 6         | 4        | 60                       | victoire (6-1, 6-1, 6-4) à Wimbledon 2012              |
| Tomáš Berdych         | 4                   | 17             | 11        | 6        | 64,7                     | victoire (6-3, 6-4) au tournoi de Doha 2017            |
| Grigor Dimitrov       | 3                   | 12             | 8         | 4        | 66,7                     | défaite (3-6, 4-6, 1-6) à l'US Open 2023               |
| Richard Gasquet       | 7                   | 13             | 9         | 4        | 69,2                     | victoire (6-4, 6-4) au Masters de Cincinnati 2021      |
| Milos Raonic          | 3                   | 13             | 9         | 4        | 69,2                     | défaite (2-6, 2-6) au Masters de Cincinnati 2020       |
| David Ferrer          | 3                   | 20             | 14        | 6        | 70                       | victoire (6-2, 6-3) au tournoi de Chine 2016           |
| Juan Martín del Potro | 3                   | 10             | 7         | 3        | 70                       | victoire (7-68, 7-5, 6-0) à Roland-Garros 2017         |
| Andy Roddick          | 1                   | 11             | 8         | 3        | 72,7                     | victoire (6-2, 6-2) au Masters de Paris-Bercy 2011     |
| Fernando Verdasco     | 7                   | 17             | 13        | 4        | 76,5                     | défaite (4-6, 4-6) au tournoi de Cologne 2020          |
| Marin Čilić           | 3                   | 15             | 12        | 3        | 80                       | victoire (6-3, 6-2) aux Masters 2016                   |
| Kei Nishikori         | 4                   | 11             | 9         | 2        | 81,8                     | victoire (2-6, 6-1, 7-60, 6-1) à Roland-Garros 2017    |
| Gilles Simon          | 6                   | 19             | 16        | 3        | 84,2                     | défaite (6-4, 5-7, 3-6) au Masters de Paris-Bercy 2022 |
| Jo-Wilfried Tsonga    | 5                   | 16             | 14        | 2        | 87,5                     | victoire (6-3, 7-66) au tournoi de Vienne 2016         |

### Victoires sur lesno1 mondiaux
Toutes ses victoires sur des joueurs classés numéro 1 à l'ATP lors de la rencontre.
| Légende         |
| Grand Chelem    |
| Masters         |
| Jeux olympiques |
| Masters 1000    |
| ATP 500         |
| ATP 250         |
| Coupe Davis     |

| #  | A.M.  | Date       | Tournoi         | Surface      | Tour        | Adversaire     | Score               | Tableau |
| -- | ----- | ---------- | --------------- | ------------ | ----------- | -------------- | ------------------- | ------- |
| 1  | no 21 | 16/08/2006 | Cincinnati      | Dur          | 2e tour     | Roger Federer  | 7-5, 6-4            | Tableau |
| 2  | no 11 | 03/03/2008 | Dubaï           | Dur          | 1er tour    | Roger Federer  | 6-7, 6-3, 6-4       | Tableau |
| 3  | no 6  | 05/09/2008 | US Open         | Dur          | Demi-finale | Rafael Nadal   | 6-2, 7-65, 4-6, 6-4 | Tableau |
| 4  | no 4  | 15/02/2009 | Rotterdam       | Dur (int.)   | Finale      | Rafael Nadal   | 6-3, 4-6, 6-0       | Tableau |
| 5  | no 4  | 14/08/2010 | Toronto         | Dur          | Demi-finale | Rafael Nadal   | 6-3, 6-4            | Tableau |
| 6  | no 4  | 21/08/2011 | Cincinnati      | Dur          | Finale      | Novak Djokovic | 6-4, 3-0 ab.        | Tableau |
| 7  | no 4  | 02/03/2012 | Dubaï           | Dur          | Demi-finale | Novak Djokovic | 6-2, 7-5            | Tableau |
| 8  | no 4  | 05/08/2012 | Jeux olympiques | Gazon        | Finale      | Roger Federer  | 6-2, 6-1, 6-4       | Tableau |
| 9  | no 3  | 13/10/2012 | Shanghai        | Dur          | Demi-finale | Roger Federer  | 6-4, 6-4            | Tableau |
| 10 | no 2  | 07/07/2013 | Wimbledon       | Gazon        | Finale      | Novak Djokovic | 6-4, 7-5, 6-4       | Tableau |
| 11 | no 3  | 16/08/2015 | Montréal        | Dur          | Finale      | Novak Djokovic | 6-4, 4-6, 6-3       | Tableau |
| 12 | no 3  | 15/05/2016 | Rome            | Terre battue | Finale      | Novak Djokovic | 6-3, 6-3            | Tableau |

## En dehors des courts

### Engagements humanitaires
En mars 2011, avec d'autres joueurs de tennis connus notamment Rafael Nadal, Novak Djokovic ou encore Viktor Troicki, ils organisent un match de gala dont les fonds sont ensuite collectés et reversés aux victimes des séismes au Japon.
Toujours en mars 2011, Andy Murray participe au Comic Relief, à l'occasion du "Red Nose Day", un téléthon très important en Grande-Bretagne, par un sketch humoristique.
En avril 2017, il affronte Roger Federer lors la 3e édition du Match for Africa à Zurich organisée par la fondation de ce dernier. En novembre de la même année, il crée le Andy Murray Live à Glasgow, un match de charité où il réaffronte amicalement Roger Federer.

### Prises de position

#### Indépendance de l'Écosse
Bien que représentant le Royaume-Uni lors de compétitions sportives, Andy Murray, en tant qu'écossais, entretient une relation ambivalente avec l'Angleterre, du fait notamment des liens historiques entre les deux nations. Il lui est arrivé de manifester son opposition sportive à l'Angleterre. Par exemple, lors de la Coupe du monde de football de 2006, il répond dans une interview ironiquement qu'il soutiendra "quiconque qui est contre l'Angleterre". Cette déclaration lui a valu le surnom de "sale écossais" et un 'tout sauf Murray" en Angleterre.
Le 18 septembre 2014, lors du Référendum sur l'indépendance de l'Écosse, Andy Murray s'est exprimé sur le sujet à travers son compte Twitter expliquant que "c'était un grand jour pour l'Écosse". Il poursuit en justifiant sa position : "la campagne négative menée par le camp du non ces derniers jours a changé ma façon de voir les choses. J'ai hâte de voir le résultat" et conclut par "faisons-la", un des slogans pro-indépendance.

#### Féminisme
Andy Murray a été plusieurs fois cité pour son engagement pour la cause féministe. Il s'est fait remarquer en 2014 pour avoir choisi Amélie Mauresmo comme entraîneur, faisant de lui l'un des rares joueurs masculins à choisir une femme à ce poste. Cette dernière a par ailleurs jugé que "sur le gros sujet de société, égalité homme-femme, il a énormément contribué à faire avancer [le tennis]". Par ailleurs, il est l'auteur de nombreux propos jugés anti-sexistes recadrant des déclarations de joueurs ou de journalistes. Se déclarant lui-même féministe en 2015, il explique que sa collaboration avec Amélie Mauresmo l'a changé. "Je suis pour l’égalité en général et si c’est ça être féministe, alors oui, je le suis. Je suis maintenant un ardent défenseur de cette cause. Cela m'a ouvert les yeux".
Serena Williams déclarera dans le programme d'ESPN, The Six, "il a parlé des problèmes féminins et des droits des femmes, plus particulièrement dans le tennis. Il l'a fait à plusieurs reprises. C'est une chose qu'on aime chez lui. Il a une mère exceptionnelle, qui a été très importante dans sa vie et il a tant fait pour nous sur le circuit. Nous aimons Andy Murray".

## Récompenses
Pour ses résultats sportifs
- Distinction ITF World Champion en 2016.
- Prix « Joueur de l'année » en 2016 par l'ATP lors des ATP Awards.
- Prix BBC de la jeune personnalité sportive de l'année en 2004.
- Prix BBC de la personnalité sportive de l'année en 2013, 2015 et 2016.
- Laureus World Sports Awards : Révélation internationale de l'année en 2013.
- Prix du « meilleur sportif et meilleur Écossais » en 2013 lors des Glenfiddich Spirit of Scotland Awards.

Pour sa personnalité
- Prix Arthur-Ashe (humanitaire de l'année) en 2014 par l'ATP lors des ATP Awards.
- Anobli par la Couronne britannique pour ses services rendus au tennis et pour ses actions de charité en 2016.

## Classements ATP en fin de saison
| Année          | 2003 | 2004 | 2005 | 2006 | 2007 | 2008 | 2009 | 2010 | 2011 | 2012 | 2013 | 2014 | 2015 | 2016 | 2017 | 2018 | 2019 | 2020 | 2021 | 2022 | 2023 |
| Rang en simple | 546  | 514  | 65   | 17   | 11   | 4    | 4    | 4    | 4    | 3    | 4    | 6    | 2    | 1    | 16   | 260  | 126  | 122  | 134  | 49   | 42   |
| Rang en double | 711  | 1752 | 1422 | 132  | 207  | 220  | 308  | 131  | 68   | 183  | 108  | 332  | 149  | 354  | 544  | –    | 87   | 103  | 191  | –    | 574  |

Source : (en) Classements de Andy Murray sur le site officiel de la Fédération internationale de tennis